# 小田急ロマンスカー

ロゴマーク

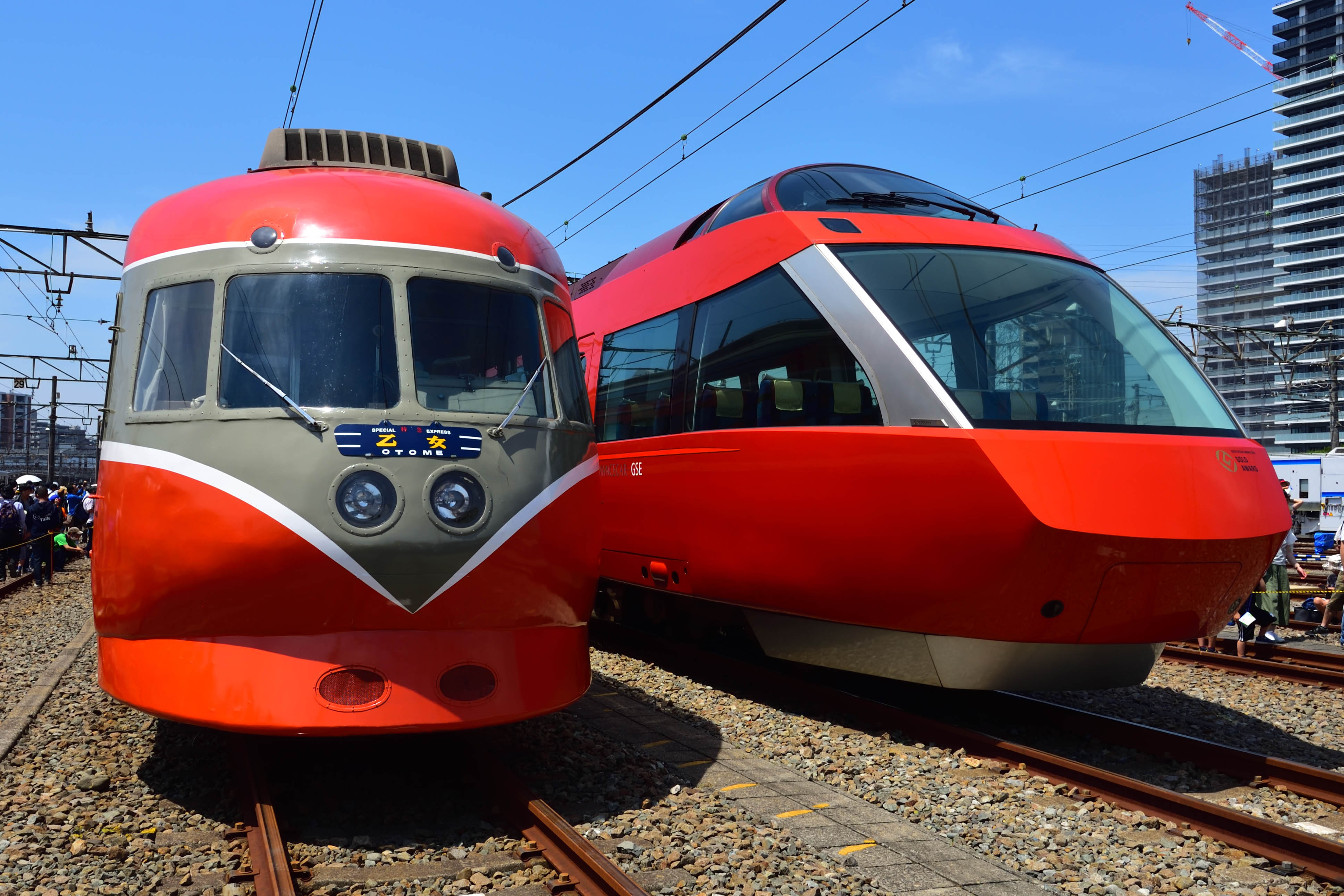
初代小田急ロマンスカー3000形（左）と70000形（右）

小田急ロマンスカー（おだきゅうロマンスカー、英: ODAKYU ROMANCECAR）は、小田急電鉄が運行する特急列車および特急車両の総称。列車により小田原線、江ノ島線のほか、小田急箱根鉄道線や東京地下鉄（東京メトロ）千代田線・東海旅客鉄道（JR東海）御殿場線と直通運転を行う。また「ロマンスカー」は小田急電鉄の登録商標（ロマンスカーの記事も参照）。
本項では、「小田急」と表記した場合、小田原急行鉄道および小田急電鉄を指すものとし、小田急箱根の箱根湯本駅に乗り入れる特急列車については、特に区別の必要がない場合は「箱根特急」と標記する。

## 「ロマンスカー」の名称

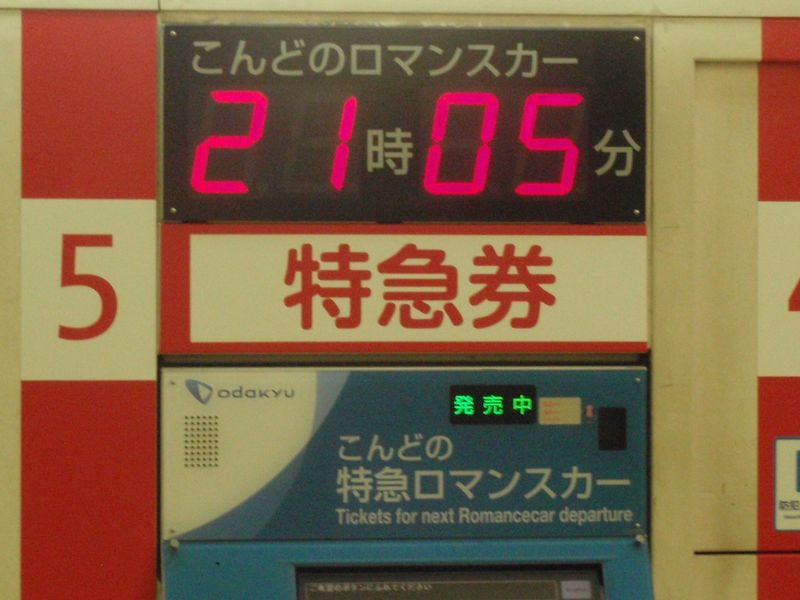
ホーム上の特急券券売機にみられる「こんどのロマンスカー」の標記

「ロマンスカー」の呼称は昭和初期から存在し、京阪電気鉄道が1927年（昭和2年）に新造した転換クロスシート車の1550型（後に600型に改番）を「ロマンスカー」と称したのが日本における「ロマンスカー」の初出と見られ、この時点では「ロマンスカー」は小田急の専有名称ではなかった。
京阪では、一時は盛んにロマンスカーの呼称を用いたが、1953年登場の2代目特急専用車（京阪特急）1800系に1954年からテレビ受像器を搭載し、これを看板車両「テレビカー」としてアピールするようになり、1960年の広告では「テレビ付ロマンスカー」という表現が使われていた。その後、「京阪ロマンスカー」の呼称は消滅した。
一方、小田急では、1934年頃の江の島海水浴宣伝のパンフレットに「ロマンスカーは走る」「大東京のセンター新宿から」の文言が掲載され、電車内の写真にも「小田急のロマンスカー」と説明がつけられた。
第二次世界大戦後の1949年頃に、新宿の映画館「新宿武蔵野館」を復旧改装するにあたり、恋人同士の映画鑑賞を企図して2人掛けの座席を館内2階に設けたところ「ロマンスシート」としてマスメディアに取り上げられた。その頃に運行を開始した小田急の特急車両が2人掛けの対面座席を採用したことから「ロマンスカー」と称され、「小田急ロマンスカー」と命名された。しかしこの時期にはまだ、国鉄を含め他社も同様の車両を有し、その一部は「ロマンスカー」を名乗っていた。
1991年に東武1720系「デラックスロマンスカー (DRC)」が引退したのを機に、小田急は「ロマンスカー」を自社で商標登録した。なお小田急以外で「ロマンスカー」として製造された車両が完全に引退したのは、2012年の長野電鉄2000系の運用離脱である。
なお「ロマンスカー」は和製英語であり、英語圏では通じない。60000形MSE車のブルネル賞受賞表彰式に際し、小田急の担当者が「6両と4両の2編成がキスをするからロマンスカーなのか」と現地の人から質問されたというエピソードもある。
2010年時点で、小田急電鉄における特急列車はロマンスカーを指し、他社は「つぎ（こんど）の特急」と標記するところを、ホーム上に設置した特急券券売機で「つぎ（こんど）のロマンスカー」と標記している。それ以外の旅客上の案内では、小田急と東京メトロともに「特急ロマンスカー」という表現を用いている。

## 沿革

### 前史 - 週末温泉急行
1927年4月1日に開業当初の小田急は、昭和初期の不況の影響で沿線は一向に発展せず、もともと過大な初期投資に加えて乱脈経営が祟ったこともあり、厳しい経営状態を余儀なくされていた。1929年4月1日に江ノ島線が開業してからは夏季の海水浴客輸送の時に運賃を往復で5割引にするなどして増収策を図り、全車両をフル稼働させて対応していた。
一方、あまり積極的ではなかったものの、小田原線も箱根への観光客輸送を目的の1つとしており、増収策の一環として、週末のみ新宿から小田原までをノンストップで運行する列車が立案された。小田急ではこの列車の車内では、沿線案内をレコードで流し、合間に「小田急行進曲」と「小田急音頭」を流すことを発案、当時新宿に存在した娯楽施設のムーランルージュ新宿座に「小田急行進曲」「小田急音頭」の製作を依頼し、沿線案内の吹き込みはムーランルージュ新宿座の看板女優であった明日待子が担当した。78回転盤（SPレコード）6枚組に仕上がったレコードが完成し、実際に走行中の車内でテストしたが針が飛んでしまい、この試みは失敗であった。

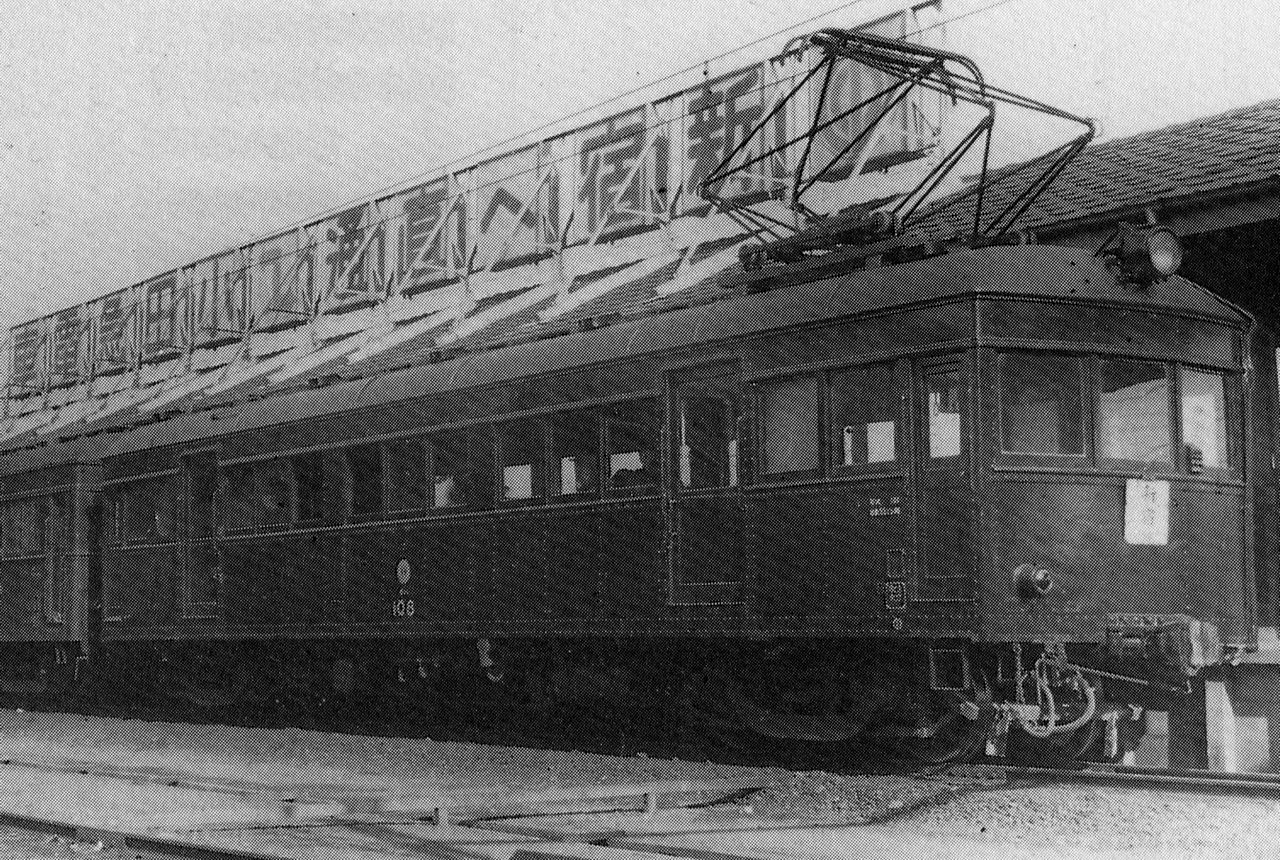
101形

ともあれ、1935年6月1日から、新宿 - 小田原間をノンストップで結ぶ「週末温泉急行」の運行を開始した。この急行には車両はクロスシートを装備した便所付の車両であった101形などが使用され、新宿 - 小田原間を90分で結んだ。運行は土曜日の下り列車のみで、帰りとなる日曜日は通常の急行列車が運行された。これが小田急ロマンスカーのルーツとなる列車であるが、陰では「おしのび電車」などと言われていたという。
しかし、1941年12月に太平洋戦争が始まり、1942年1月から週末温泉急行は運休となり、同年4月にはダイヤ上の設定もなくなった。小田急自体も、同年5月には東京横浜電鉄と合併し東京急行電鉄（大東急）となった。

### 終戦後

#### ノンストップ特急運転開始
終戦後の1946年には大東急で「鉄軌道復興3カ年計画」が策定されたが、この中には小田原線の箱根登山鉄道（現在の小田急箱根）への乗り入れ計画が含まれていた。また、終戦の時点では新宿から小田原までは2時間30分もの所要時間を要していたが、五島慶太は終戦直後にこの所要時間を半分にするように指示していた。
1948年6月1日に大東急から小田急が分離独立したが、小田急は東急と比較すると営業路線長は約2倍あったにもかかわらず、運輸収入は半分に過ぎなかった。そこで、収入増の方策として箱根への直通旅客増加を図ることとなり、その一環として新宿と小田原をノンストップで結ぶ特急列車の運行が計画された。複数車種で試運転などを行った結果、この特急に使用される車両として1600形の中から「復興整備車」として重点的に整備されていた車両が指定され、特急料金の制定や各種ポスターの製作など準備が行われた。

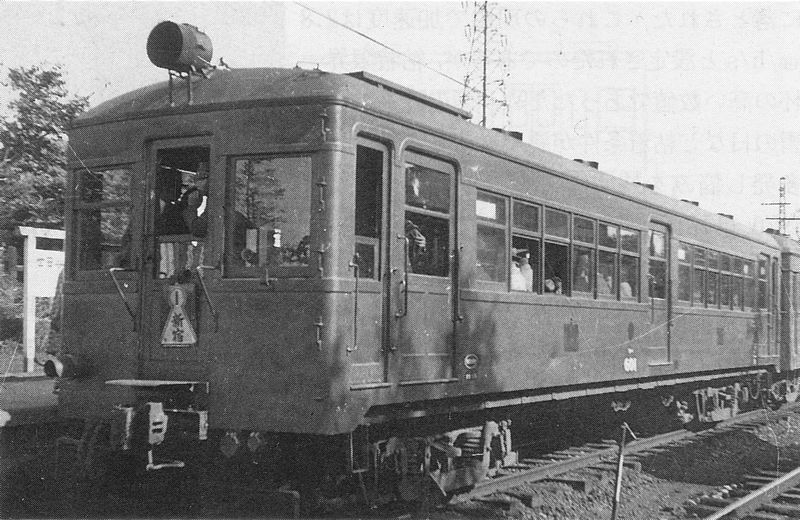
1600形（写真は戦時中に撮影されたもの）

こうして、1948年10月16日から新宿と小田原を結ぶ特急列車の運行が開始された。土曜日は下り1本のみ、日曜日は下り1本・上り2本のみの運行で、所要時間は100分であった。使用車両は、朝ラッシュ時の通勤輸送に使用した1600形が入庫した後に、3つある乗降用扉のうち真ん中の扉を締め切った上で補助座席を置き、ロングシートに白いカバーをかけた上でスタンド式灰皿を並べただけであったが、戦後の復興途上だったこの時期においては精一杯のサービスであった。当初計画では同年10月9日から運行開始の予定であったが、豪雨の影響で箱根登山鉄道線が不通になってしまったために1週間延期されている。
運行開始当初は集客がうまくいかず、運輸部門では縁故を通じて乗客の勧誘に歩き回り、駅の出札窓口でも積極的に特急列車の売り込みを行った。乗客が少ない時には、本社勤務の社員が「サクラ」となって乗車したりしたこともあったというが、次第に利用者が増加し、予想を上回る好成績となった。
なおこのころには、戦争で疲弊した輸送施設の復旧と改善を主目的として設置された輸送改善委員会において、「新宿と小田原を60分で結ぶ」という将来目標が設定されている。

#### 特急車両1910形の登場
1949年には、小田急が分離独立してから初めて新型電車を製造することになった。当時の新車製造は割当制であり、小田急には15両が割り当てられた。割り当てのうち10両が1900形として発注されることになったが、営業部門からクロスシートを装備した特急車両を要望する意見が強かったため、このうち4両を特急車両の1910形として製造することになった。ただし、朝のラッシュ時には通勤輸送にも使用することになったので、扉付近をロングシートとした2扉セミクロスシートの車両となった。また、編成は3両固定編成とし、中間車には日本国有鉄道（国鉄）の戦災焼失車の台枠を流用した改造車両を連結することとなった。また、前年に近畿日本鉄道が特急の運行を再開した際に、2200系がレモンイエローと青の2色塗りとしていたものにあやかり、この特急車両の外部塗色は濃黄色と紺色の2色塗りとすることになった。
1910形は同年7月に入線し、同年8月から2両編成で営業運行を開始（ただしこの時点では、まだロングシートの新車1900形を2連で使用した時もあった）、同年9月から本来の3両固定編成となって運行を開始した。1910形を使用した特急では、「走る喫茶室」と称した、車内に喫茶カウンターを設け、車内で飲み物を販売するサービスが開始された。所要時間は90分であった。
また、同年10月のダイヤ改正から、特急は1往復が毎日運転されることになった。小田急が公式に「ロマンスカー」という愛称を用いたのはこの時からで、ポスターで「ニュールックロマンスカー毎日運転」と宣伝された。

#### 箱根登山鉄道への直通運転開始
このころ、小田急では箱根登山鉄道（現在の小田急箱根）箱根湯本駅に乗り入れるための計画が進められていた。
しかし、小田急の軌間が1,067 mmであるのに対して箱根登山は1,435 mm、架線電圧も小田急の1,500 Vに対して箱根登山は600 Vであった。また、箱根登山では小田原から箱根湯本までの区間を「平坦線」と称していたが、これは箱根登山の80 ‰という急勾配と比較しての話で、実際には40 ‰もの勾配が続いており、小田急の最急勾配が25 ‰であったのと比べればはるかに急な勾配であった。
この対応として、軌道は三線軌条とし、架線電圧については小田原と箱根湯本の間は1,500 Vに昇圧することになり、1950年8月1日から小田急から箱根湯本までの直通運転が開始された。この時に新宿と小田原の間についてもスピードアップが図られ、新宿と小田原は80分で結ばれるようになった。
この直通運転開始後に特急の利用者は急増し、同年10月からは特急は毎日3往復に増発された。

#### 特急専用車両1700形の登場
特急利用者の増加は続き、2000形が2編成だけでは不足するようになり、「特急券がとれない」という苦情も来るほどで、営業部門からは特急車両増備の要望が高まってきた。また、2000形は扉付近の座席がロングシートであり、全ての座席をクロスシートにして欲しいという要望もあった。しかし、収支面からはラッシュ輸送に使用できない特急専用車の新造を危ぶむ意見もあった。社内での検討の結果、将来を考えて特急専用車を導入するが、製造コストをできるだけ安価にするため、台枠は国鉄の戦災復旧車や事故焼失車のものを流用することになった。

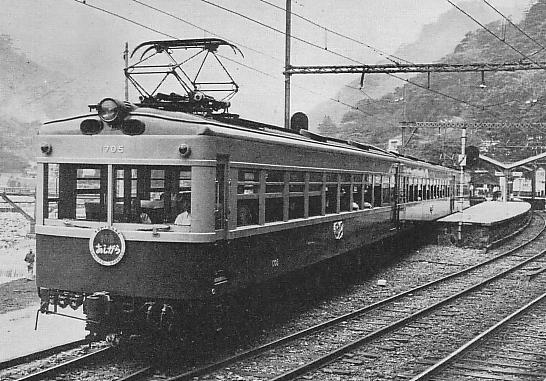
1700形

こうして1951年2月に登場したのが1700形で、全ての座席が転換クロスシートとなり、さらに座席数を増やすため、乗降用の扉は3両で2箇所という思い切った設計とした。この1700形が、小田急ロマンスカーの地位を不動のものにしたとされている。この1700形の導入後の同年8月20日から、それまでは座席定員制だったものを座席指定制に変更した。また、夕方に新宿に到着した特急車両にビール樽を積み込み、江ノ島まで往復する「納涼ビール電車」の運行も開始されたこの時点では、検査時や増発時には引き続き2000形も使用されていた。しかし、設備面の格差が大きいことによる苦情があり、同年8月までに第2編成が製造された。
また1700形投入後に特急利用者の増加傾向が見られ、特急の営業的な成功は明らかとなった。このため、1952年8月に完全な新造車両として第3編成が投入された。特急の利用者数がさらに増加するのに対応し、1953年には特急の増発が行なわれたほか、それまで使用されていた2000形を使用した座席定員制の急行列車が運行された。
また、1954年夏からは江ノ島線にも特急料金が設定され、夏季海水浴客輸送の期間には江ノ島線にも1700形を使用した特急が運行されるようになった。
このころの小田急では、先に述べた「新宿と小田原を60分で結ぶ」という将来目標に向けて、高性能車の開発に向けた試験を進めていた。1954年7月には小田急ではじめてカルダン駆動方式を採用した通勤車両として2200形が登場しており、同年9月11日には「画期的な軽量高性能新特急車」の開発が決定していた。
しかし、予想を上回る特急利用者数の増加があり、新型特急車両の登場を待つ余裕はないと判断されたが、すでに通勤車両がカルダン駆動方式を採用しているのに、今さら特急車両を旧式の吊り掛け駆動方式で増備することは考えられなかった。このため、暫定的に2200形の主要機器を使用し、車体を特急用とした2300形が1955年に登場した。また、この年の10月からは、御殿場線へ直通する特別準急の運行が開始されている。

### 高度成長期

#### 軽量高性能新特急車SE車の登場

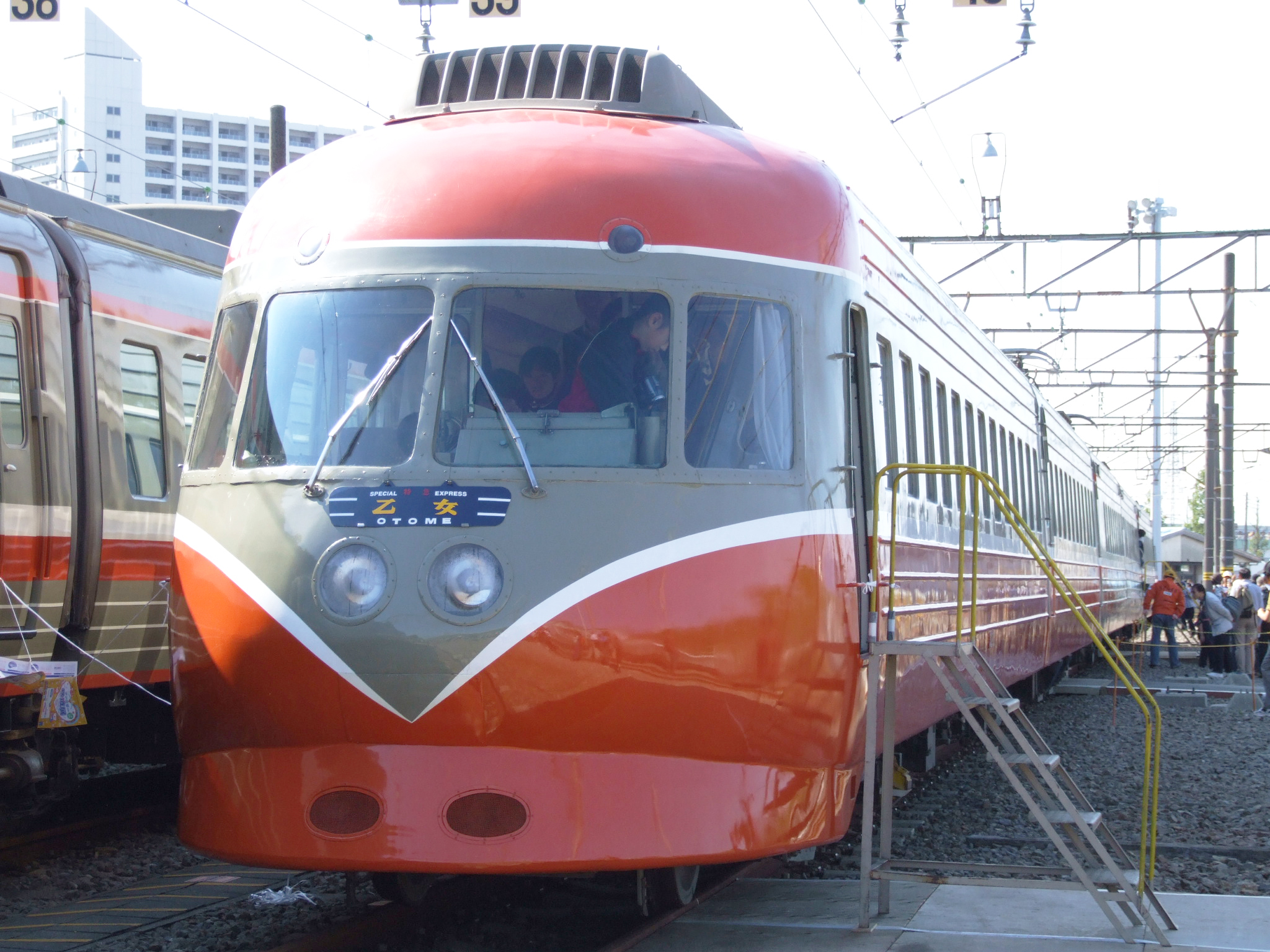
3000形SE車

1954年から国鉄鉄道技術研究所の協力を得て開発が進められていた「画期的な軽量高性能新特急車」は、1957年に3000形として登場した。この3000形は "Super Express car" 、略して「SE車」と呼ばれる車両で、数多くの新機軸が盛り込まれ、軽量車両で安全に走行するための条件が徹底的に追求された、低重心・超軽量の流線形車両であった。「電車といえば四角い箱」であった時代において、SE車はそれまでの電車の概念を一変させるものとなり、鉄道ファンだけではなく一般利用者からも注目を集めた。同年7月6日よりSE車の営業運行が開始されたが、すぐに夏休みに入ったこともあって、連日満席となる好成績となり、営業的にも成功した。
また、同年9月には国鉄東海道本線でSE車を使用した高速走行試験が行われたが、私鉄の車両が国鉄の路線上で走行試験を行なうこと自体が異例のことであるのみならず、当時の狭軌鉄道における世界最高速度記録である145km/hを樹立した。また、これを契機に鉄道友の会では優秀な車両を表彰する制度としてブルーリボン賞を創設し、SE車は第1回受賞車両となった。
SE車が運用開始された1957年時点では、新宿と小田原は75分で結ばれていたが、SE車は1958年までに4編成が製造され、特急が全てSE車による運行となったため、1959年からは67分で結ばれるようになった。さらに1961年には新宿と小田原の間の所要時間は64分にまでスピードアップした。
1959年からは、特急を補完するための準特急の運行が開始された。使用車両は2扉セミクロスシート車で、特急運用から外れた2300形と、新造した2320形が使用された。

#### 前面展望車NSE車の登場

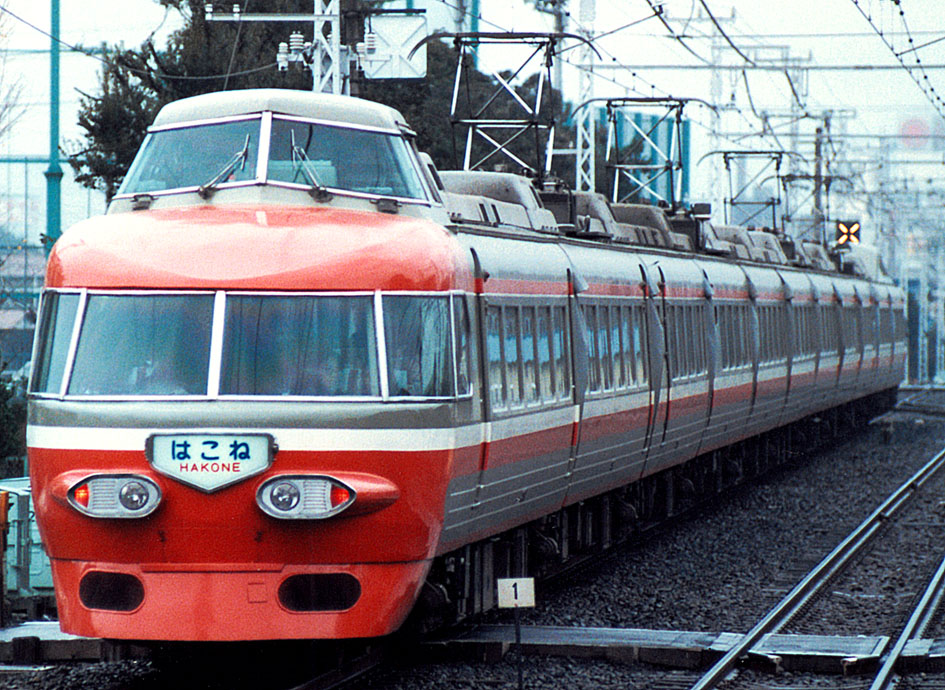
3100形NSE車

箱根ゴールデンコース

SE車の登場以後、特急利用者数はさらに増加し、週末には輸送力不足の状態となっていた。また、1960年（昭和35年）には箱根ロープウェイが完成し、「箱根ゴールデンコース」と呼ばれる周遊コースが完成したことから、箱根へ向かう観光客自体が急増した。更に、1964年東京オリンピックの開催を控えていたこともあり、特急の輸送力増強策が検討された。その結果として、1963年（昭和38年）に3100形が登場した。この3100形は "New Super Express" 、略して「NSE車」と呼ばれ、8両連接車だったSE車に対し、NSE車では11両連接車とし、さらに編成両端を展望席とすることによって定員増を図った車両である。また、SE車と比較すると豪華さが強調される車両となった。1963年（昭和38年）にNSE車が4編成製造されたことによって、箱根特急の30分間隔運行が実現し、同時に新宿と小田原の間の所要時間は62分にまでスピードアップした。
この時期まで、箱根特急の列車愛称は列車ごとに異なり、後述するようにNSE登場直前の時点で16種類の愛称が使用されていたが、NSE車の登場後の1963年（昭和38年）11月4日からは5種類に整理されたほか、準特急という種別は廃止となった。その後、NSE車はさらに3編成が増備され、1967年（昭和42年）からは箱根特急の全列車がNSE車で運用されることになった。

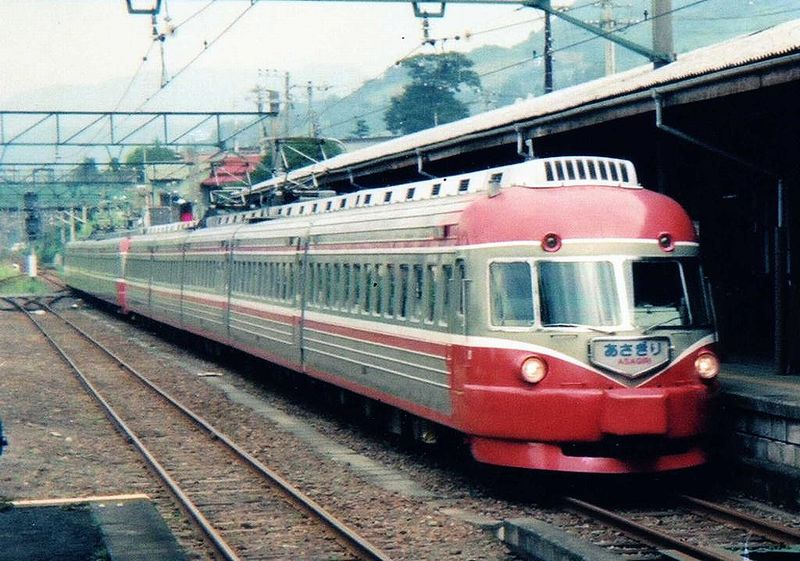
「あさぎり」の運用に就くSSE車

また、1964年（昭和39年）3月21日からは、それまで夏季のみ運行されていた江ノ島線の特急が土休日のみであるが通年運行となり、1965年（昭和40年）3月1日からは毎日運転となった。1966年（昭和41年）6月1日からは特急の愛称がさらに整理され、新宿から小田原までノンストップの列車は「はこね」、途中向ヶ丘遊園と新松田に停車する列車は「さがみ」、江ノ島線特急は「えのしま」に統一された。なお、途中駅に停車する特急はこのときの改正で新設されたもので、元来は沿線在住の箱根観光客を対象としたものであった。1968年（昭和43年）7月1日からは、御殿場線直通列車が気動車からSSE車に置き換えられ、愛称も「あさぎり」に統一された。列車種別は同年10月から「連絡急行」に変更されている。1968年（昭和43年）12月31日からは、初詣客に対応する特急「初詣号」の運行が行なわれるようになったが、この列車は普段は各駅停車しか停車しない参宮橋にも停車するのが特徴であった。
しかし、通勤輸送への対応やそれに伴う新宿駅再改良工事などの影響で、1972年（昭和47年）以降、新宿から小田原までの所要時間は最速でも69分へのスピードダウンを余儀なくされた。線路容量不足のため、上り「さがみ」の一部が新宿まで運行できず、向ヶ丘遊園終着とする措置まで行なわれた。

#### 通勤利用者向け特急の運行開始
その一方で、通勤輸送に特急を活用する施策も開始された。
1967年4月27日からは江ノ島線特急「えのしま」が新原町田停車となり、同年6月23日からは特急券を購入すれば定期乗車券でも特急に乗車できるようになり、さらに同年8月からは新原町田に停車する特急「あしがら」の新設と増発が行われた。特に、新宿に到着して相模大野の車庫へ回送される列車を新原町田まで客扱いしたところ、通勤帰りの利用者が多くなったため、1968年には経堂の車庫へ回送される車両を相模大野の車庫への入庫に変更するなどして増発が行われた。同年7月10日からは「さがみ」の本厚木停車が開始された。
これは優等列車による通勤・通学対応としては日本では初の事例であり、この後も徐々に通勤対応の特急が増発されてゆく。なお、1971年10月1日からは、連絡急行「あさぎり」の新原町田停車が開始されたが、「あさぎり」についてはこの時点では定期乗車券での利用はできなかった。

### 1980年代 - 1990年代

#### レジャーの多様化へ向けて
| 7000形LSE車 |  | 東海道本線を走行するLSE車 |
| 7000形LSE車 |  | 東海道本線を走行するLSE車 |

しばらくは特急ロマンスカーについては大きな動きはなかったが、1970年代に入るとSE車の老朽化が進み、代替を検討する時期となっていた。このため、SE車の代替を目的として、1980年に7000形が登場した。7000形は "Luxury Super Express" 、略して「LSE車」と呼ばれる車両で、編成長や定員はNSE車と大きく変わらないものの、デザインや主要機器などが一部変更されている。LSE車の導入により、特急の輸送力増強が図られた。1982年12月には、国鉄からの申し入れにより、東海道本線上での走行試験にLSE車が使用された。国鉄の路線上で私鉄の車両が走行試験を行なった事例は、SE車とこのLSE車だけである。
1984年2月1日からは、連絡急行「あさぎり」の停車駅に本厚木・谷峨が追加され、1985年からは「あさぎり」も定期乗車券での利用が可能となった。また、1986年10月4日からは、LSE車の車内に公衆電話が設置された。
| 10000形HiSE車 |  | 20000形RSE車 |
| 10000形HiSE車 |  | 20000形RSE車 |

この時期になると、レジャーの傾向は多様化が進んでおり、ゆとり以外に「一味違ったもの」が求められていた。また、観光バスや他の鉄道事業者の車両においては高床（ハイデッキ）構造の車両が登場しており、折りしも1987年は小田急の開業60周年となることから、これを記念するために新型特急車両として10000形が登場した。10000形は "High decker" 、 "High grade" 、 "High level" 、 "High performance" などのキーワードから連想する、上級というイメージを表して「HiSE車」と呼ばれ、客席を高くしたハイデッキ構造とし、「走る喫茶室」にオーダーエントリーシステムが採用されたほか、外装も近代的なイメージを意図したカラーリングに変更した。
一方、1988年7月、小田急が東海旅客鉄道（JR東海）に対し、連絡急行「あさぎり」に使用していたSE車の置き換えを申し入れたことがきっかけとなり、特急に格上げした上で両社がそれぞれ新形車両を導入した上で相互直通運転に変更し、運行区間も新宿と沼津の間に延長することとなり。1991年に20000形が登場した。20000形は "Resort Super Express" 、略して「RSE車」と呼ばれる車両で、JR東海371系電車と基本仕様を統一したため、それまでの特急ロマンスカーの特徴であった連接構造や前面展望席は採用されず、2階建て車両（ダブルデッカー）や特別席（スーパーシート・グリーン席）を設置するなど、それまでの小田急ロマンスカーの仕様からはかけ離れた車両となった。

#### 日常利用への対応 - EXE車の登場
このころになると、小田急ロマンスカーの利用者層にも変化が生じていた。観光客以外の日常利用が増加していたほか、1967年から開始された夕方新宿発の通勤用特急は増発が続けられ、当初の「回送列車の客扱い」という思惑を超え、わざわざ新宿まで出庫させる運用まで登場していたが、それでも輸送力の増強が求められていた。しかし、当時はまだ通勤輸送に対応した複々線化工事は進展しておらず、これ以上の増発やスピードアップは困難な状況で、単位輸送力の向上、言い換えれば列車の定員を増やすしか方法がなかった。また、1963年から導入されているNSE車が置き換えの時期となっていた。

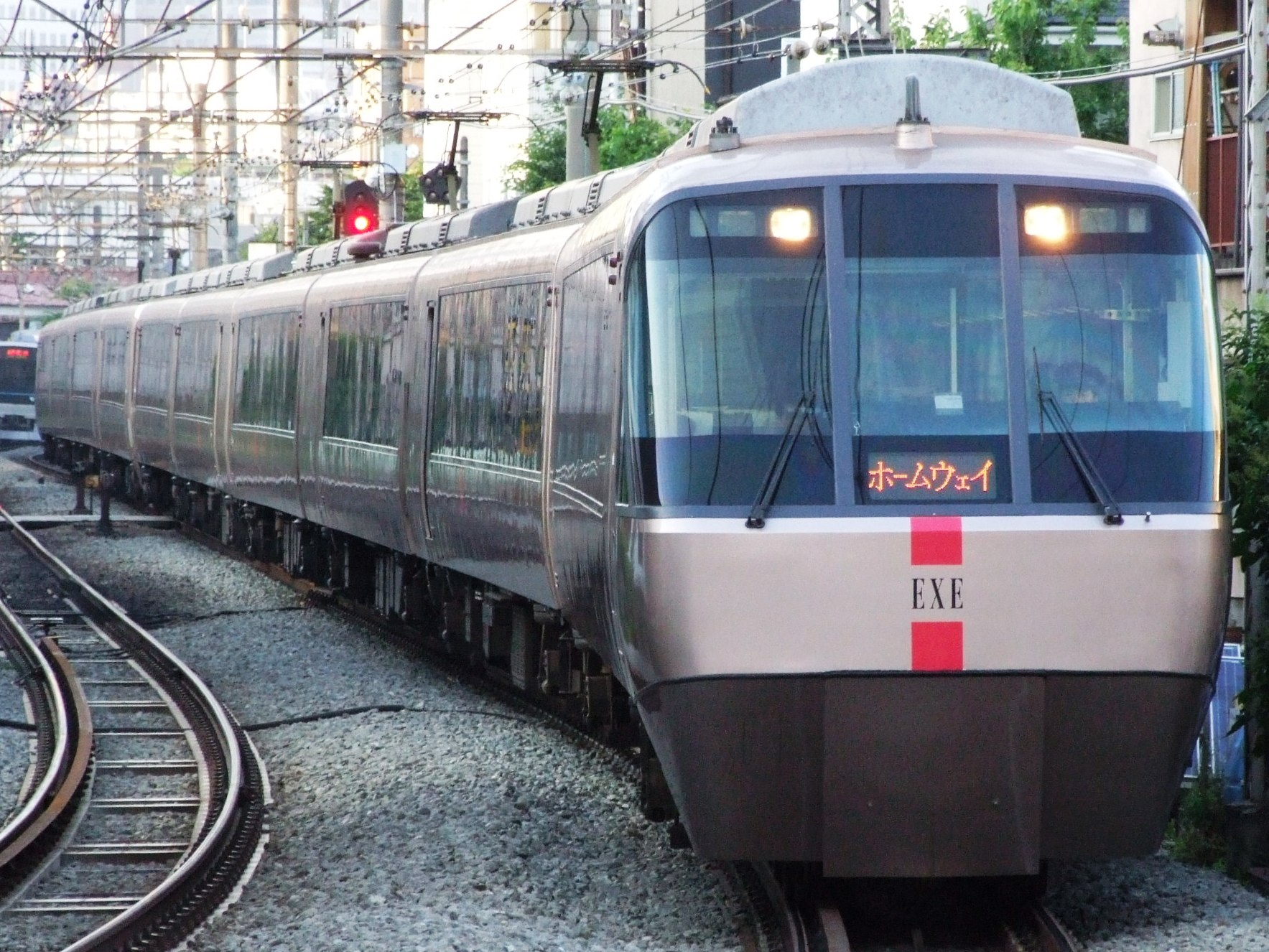
30000形EXE車

こうした状況下、箱根特急の利用者数が年率5%程度の減少傾向が続いており、これを日常的な目的での特急利用者を増加させることで補う意図もあった。これにあわせて、1996年にそれまでとは一線を画す車両として30000形が登場した。30000形は "Excellent Express" 、略して「EXE車」と呼ばれる車両で、それまでの小田急ロマンスカーの特徴であった前面展望席も連接構造も導入されていない。
EXE車の導入後も、日常利用への対応は続けられた。1998年からは相模大野・秦野にも特急が停車することとなり、1999年7月からは「あしがら」「さがみ」を統合して「サポート」としたほか、新宿を18時以降に発車する特急は全て「ホームウェイ」という愛称になった。こうした施策によって、1987年時点では1100万人だった特急の年間利用者数は、2003年には1400万人に増加したのである。

### 2000年代以降

#### 観光特急の原点に回帰 - VSE車の登場
ところが、日常的な特急の利用者数が増加する一方で、箱根特急の利用者数は大幅に減少していた。1987年の箱根特急の年間利用者数は550万人であったが、2003年の利用者数は300万人程度にまで落ち込んでいたのである。この理由を調べると、バブル崩壊後の景気低迷もあって箱根を訪れる観光客自体も減少傾向にあったほか、EXE車には「小田急ロマンスカーのイメージ」とされた展望席が存在しなかったことが挙げられた。また、2001年から運行を開始したJR東日本の「湘南新宿ライン」も2004年には運行区間が延長され、特急ロマンスカーとあまり変わらない所要時間で新宿と小田原を結ぶようになった。
このような状況下、2002年からは箱根特急へのてこ入れが開始されることになった。宣伝ポスターも、ロマンスカーを大写しにするのではなく、あくまで風景の一部としてロマンスカーを取り入れる施策に変更した。この時考案された「きょう、ロマンスカーで。」のキャッチコピーは、2023年現在に至るまで使用されている。また、ロマンスカーの看板車両として、前面展望席のあるHiSE車を再び起用することになったが、そのHiSE車は登場した1987年当時の時点では全く想定していなかったバリアフリー対応が困難であることから、更新は行なわずに小田急は苦渋の決断で新型特急車両で置き換えることになった。新型特急車両は、「もはやロマンスカーとは名乗らないくらいの覚悟で、新しい発想を取り入れる」か、「ロマンスカーの原点に立ち返り、ロマンスカーの中のロマンスカーとする」という2つの方向性があったが、後者の方向性で進められることになった。

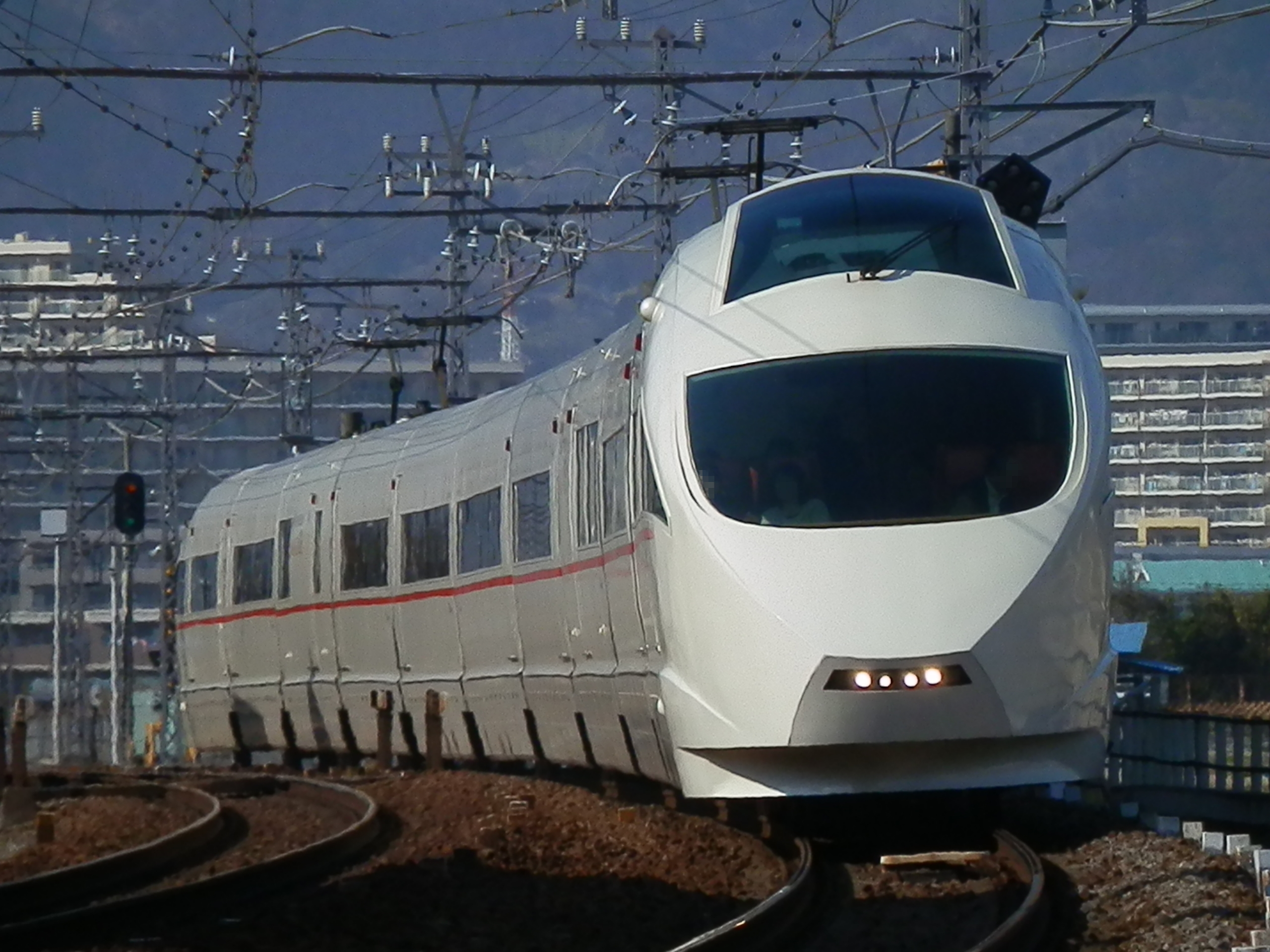
50000形VSE車

こうして、2005年に「小田急ロマンスカー」ブランドの復権を掲げ、小田急の新たなフラッグシップモデルとして50000形が登場した。50000形は前面展望席と連接構造を採用し、乗り心地向上のために車体傾斜制御や台車操舵制御などを取り入れたほか、「箱根へ向かう乗客にときめきを与え、乗った瞬間に箱根が始まる」ことを目指した車両で、客室内の様式から "Vault Super Express" 、略して「VSE車」と呼ばれる車両である。VSE車の登場後、箱根を周遊するための乗車券である「箱根フリーパス」の販売枚数は、2006年に49万8000枚だったものが、2009年には74万枚に増加した。
なお、2004年12月には再度ロマンスカーの愛称の整理が行われ、箱根特急は全て「はこね」、箱根湯本に乗り入れない小田原線の特急は停車駅に関わらず「さがみ」という愛称に変更された。その影響により、「サポート」の愛称は登場わずか6年ほどですべて廃止されている。

#### 日本初の地下鉄直通有料特急 - MSE車の登場

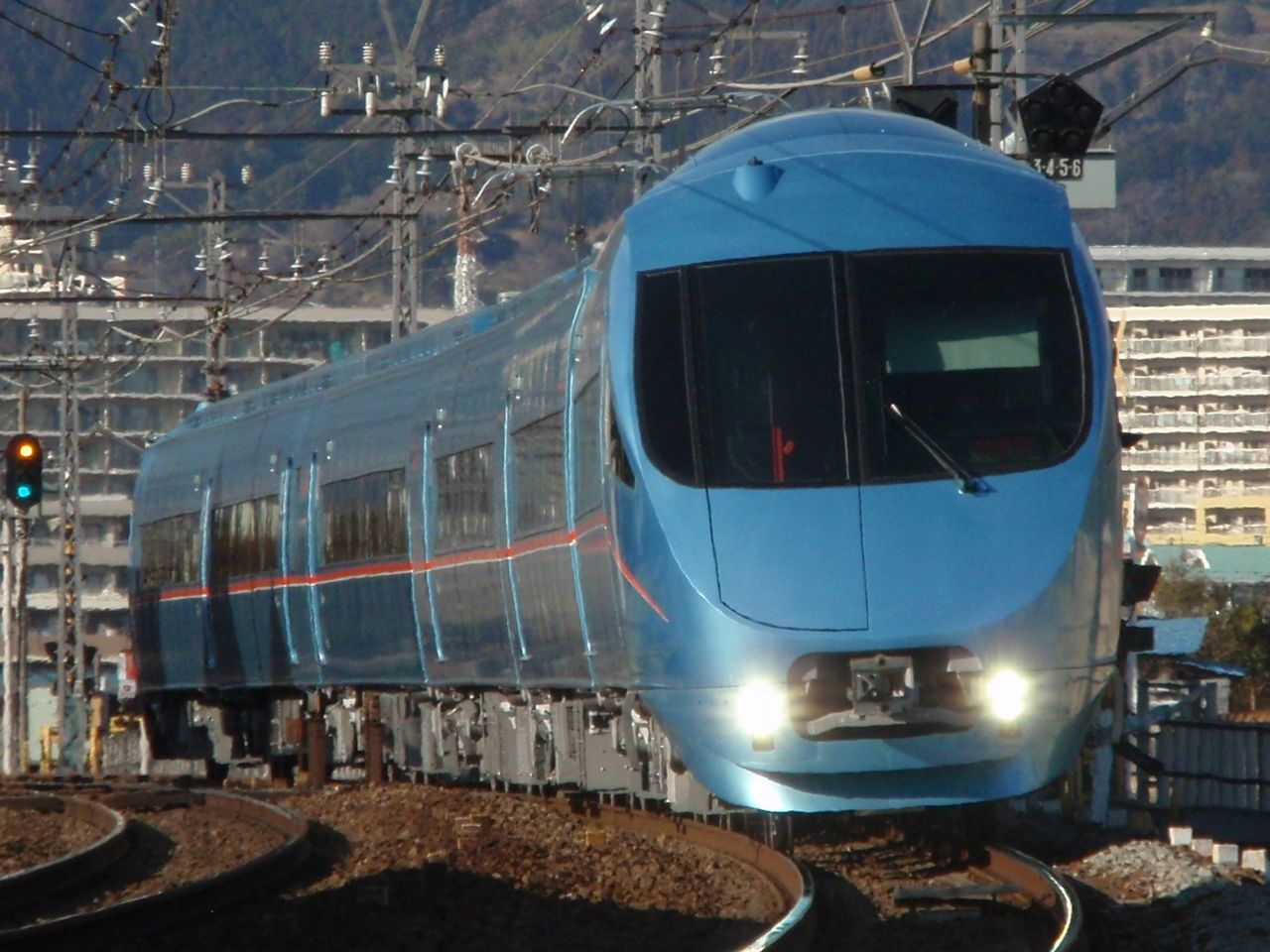
60000形MSE車

2005年に、小田急と東京メトロでは、ロマンスカーを東京メトロ千代田線（湯島駅 - 代々木上原駅間、のちに北千住駅までに変更）に乗り入れる計画を発表した。これは日本では初めての事例となる「座席指定制特急列車の地下鉄直通」で、このために60000形が登場した。60000形は「多彩な運行が可能な特急列車」という意味で "Multi Super Express" 、略して「MSE車」と呼ばれる車両で、2008年3月から営業運行を開始した。
2009年3月14日のダイヤ改正で「ベイリゾート号」が発表され、3月28日（土）、4月～7月・9月～11月の第2・4土曜日、8月・12月の毎土曜日、5月3日（日）・4日（月祝）・5日（火祝）の期間に運転していた。経路は本厚木を出発後、霞ヶ関まで行き、スイッチバックして連絡線で有楽町線に入り、新木場に向かうというものであった。
2012年3月17日からは、「あさぎり」の運行区間は新宿駅と御殿場駅の間に短縮されることになり、「あさぎり」全列車がMSE車により運行されることになった。

#### EXE車のリニューアル開始 - EXEαの登場

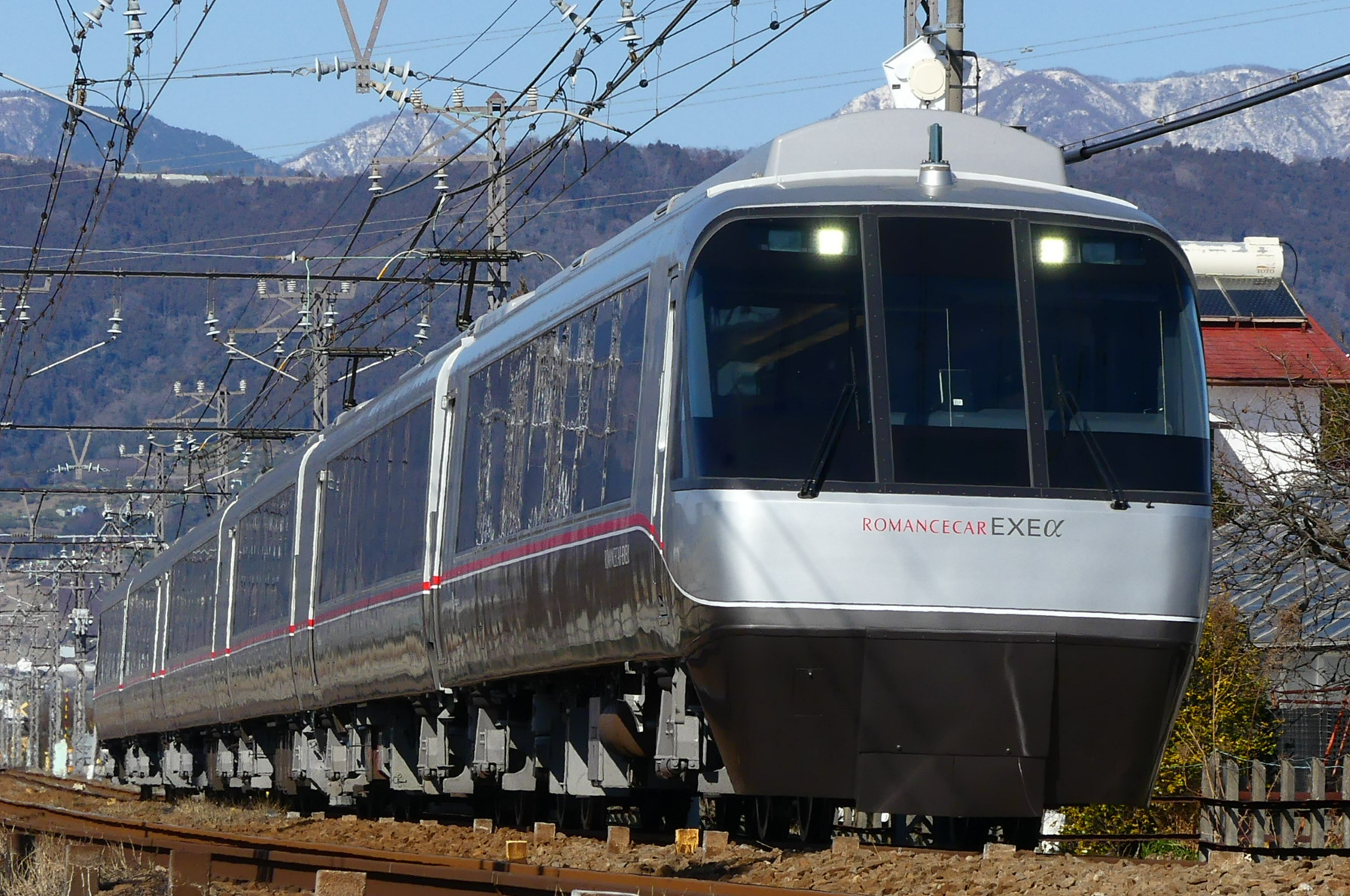
EXEα

2017年、日本車輌製造でEXE車のリニューアルが開始され、その後同年3月1日から営業運転を開始した。従来の塗色から、ロマンスカー伝統の赤い線が追加され、車内も大幅にリニューアルされた。例えば座席は構造を変更し、トイレも車椅子対応の洋式に改造され、車体のロゴもMSEと同様になり、走行装置もSiC素子を用いたVVVFインバータを採用し、省エネ化が図られた。現在4両編成×3編成、6両編成×3編成がリニューアルされている。

#### 複々線化完成と長年の悲願の達成 - GSE車の登場

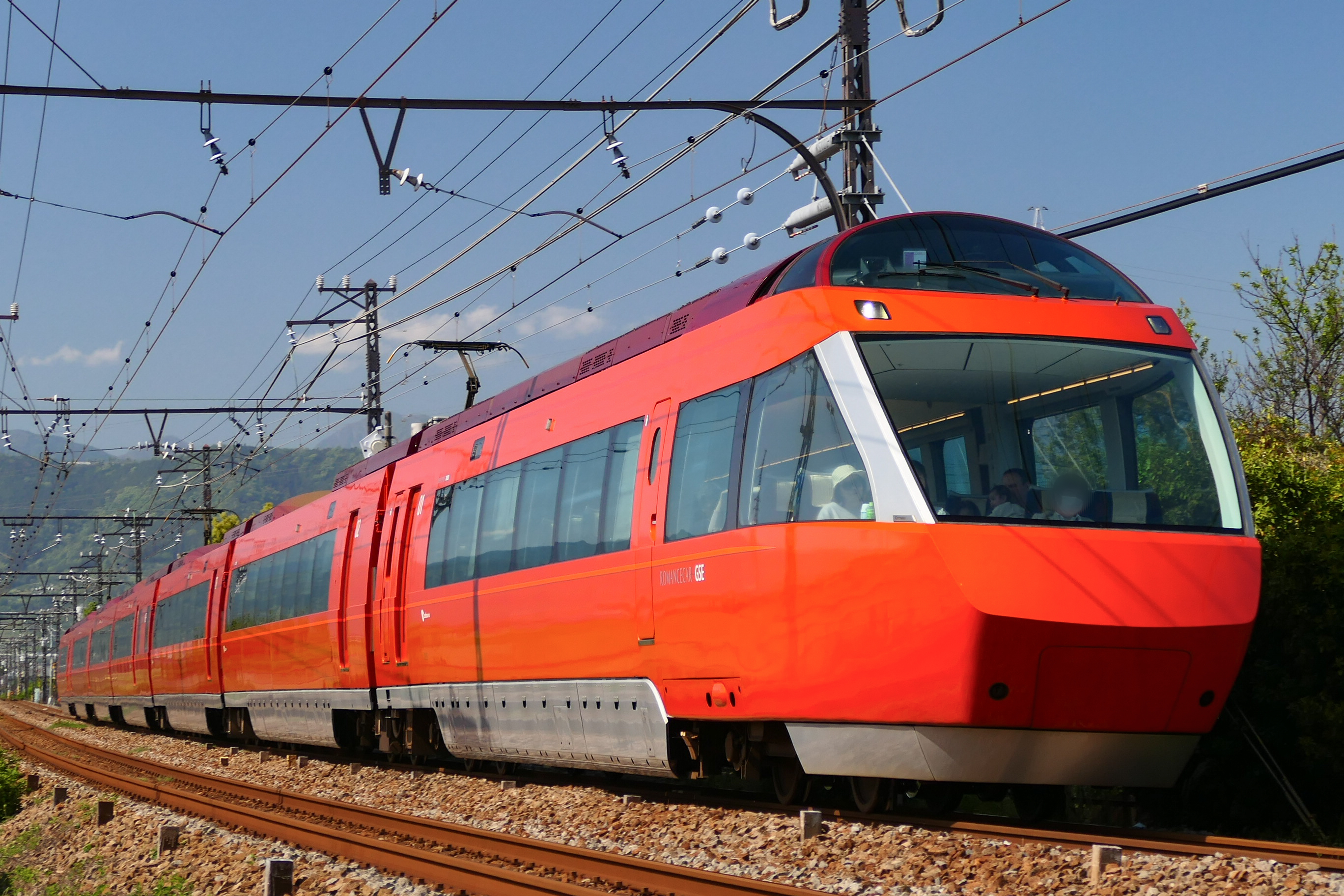
70000形GSE車

2018年3月17日、10年ぶりとなる新型車両70000形が営業運転を開始した。VSE車以来13年ぶりとなる展望席が設置されたが、「ホームウェイ」などの通勤利用も考慮して連接台車構造は採用されず、20m級車体のボギー台車構造となった。「箱根につづく時間（とき）を優雅に走るロマンスカー」という意味で"Graceful Super Express"、略して「GSE車」と呼ばれている。
また、この年に長年の悲願であった代々木上原駅〜登戸駅間の複々線化が完成し、GSE車のデビューと同日に行われたダイヤ改正で平日朝の上り列車を増発し、新宿駅・千代田線大手町駅に9時30分までに到着する列車を「モーニングウェイ」「メトロモーニングウェイ」に改称した。加えて、土休日の一部の「スーパーはこね」が新宿駅〜小田原駅間を最短59分で結ぶようになり、SE車開発当時の悲願であった「新宿〜小田原間60分以内」の目標が達成された。（なお、現在では59分で走破する列車は無くなっている。）

## 運行概要
運賃や料金については、公式サイトを参照

### 箱根特急・小田原線特急
戦前の「週末温泉急行」がルーツとなる、箱根への観光客を輸送するための列車である。1950年から箱根登山鉄道（現：小田急箱根）箱根湯本駅まで乗り入れるようになった。
1950年10月以降は愛称が設定されたが、列車ごとに異なる愛称が設定されており、毎日運転の列車が「あしがら」「はこね」「乙女」、休前日・休日のみ運行の列車では「明神」という愛称であった。その後増発されるごとに愛称も増加し、1963年にNSE車が登場する直前の時点では、新宿駅発車時刻順に「あしのこ」「明星」「あしがら」「さがみ」「大観」「仙石」「はつはな」「湯坂」「明神」「はこね」「乙女」「神山」「姥子」「金時」「早雲」「夕月」という16種類に上った。NSE車の登場後の1963年11月4日から、愛称は「あしがら」「あしのこ」「はこね」「きんとき」「おとめ」の5種類に整理された。1966年6月1日からは停車駅別に愛称が分けられ、新宿 - 小田原の間をノンストップで運行する列車は「はこね」、途中向ヶ丘遊園・新松田に停車する列車は「さがみ」、1967年8月から運行開始された新原町田に停車する列車は「あしがら」という愛称になった。
1996年3月からは愛称ごとの停車駅が変更され、「はこね」の停車駅に町田が、「あしがら」の停車駅に本厚木が追加され、新宿と小田原の間をノンストップで運行する列車の愛称は「スーパーはこね」に変更された。さらに、1999年7月からは、日中の特急は「あしがら」と「さがみ」を統合して「サポート」という愛称に変更されたほか、18時以降に新宿を発車する下り特急の愛称は全て「ホームウェイ」に変更された。
2004年12月には、箱根登山鉄道に乗り入れて箱根湯本を発着する列車に「はこね」「スーパーはこね」、小田原線内のみ運行の特急は全て「さがみ」という愛称が設定されることになった。
2018年3月17日のダイヤ改正から、9時30分までに新宿に到着するロマンスカーは「モーニングウェイ」に変更され、ロマンスカー全列車の向ヶ丘遊園・新松田停車が終了した。

### 江ノ島線特急
江ノ島線の特急は、1951年7月に新宿に到着した箱根特急の車両を利用して、「納涼ビール電車」と称する特殊急行を運行したものが始まりである。
1952年夏には2000形を使用して料金不要のサービス特急が設定され、1954年からは1700形が投入されるのに伴い特急料金が設定された。進行方向が変わる藤沢は運転停車だった。列車ごとに異なる愛称が設定されており、「かもめ」、「ちどり」、「かたせ」、「なぎさ」、「しおじ」という愛称が存在した。1964年までは夏季のみ運行であったが、1964年から通年運行が開始されて以降、愛称は「えのしま」1種類となった。
1996年3月からは大和が停車駅に追加されたほか、1999年7月から18時以降に新宿を発車する下り特急の愛称が全て「ホームウェイ」に変更され、2018年3月から朝方に新宿方面へ向けて発車する上り特急の愛称が全て「モーニングウェイ」に変更された。
平成になると、さまざまな乗客のニーズに応えるためや、海水浴への利便性向上がさらなる課題となり、えのしま号を補完する目的で「湘南マリンエクスプレス」「サマービーチ」、21世紀に入ると「湘南マリン」（前者の湘南マリンエクスプレスとは別）の各愛称で臨時増発が毎年行われている。前者は主に旧型のNSEを中心に使用されていたが、先述の置換えによる影響、さらにスーパーはこね登場によるダイヤの調整の影響、車内販売「走る喫茶室」廃止の煽りがあり1995年シーズンを以て廃止されている。
現在は箱根運用に重点を置いているが、展望席のある車型での定期運行も存在する。車内販売は2008年を以て廃止されている。
2018年3月17日のダイヤ改正で、土休日に北千住から片瀬江ノ島の区間に｢メトロえのしま号｣が新設された。

### 多摩線特急
多摩線に特急の運行が行なわれたのは、1990年のゴールデンウィークに多摩線開通15周年を記念して「江ノ島・鎌倉エクスプレス」が運行されたのが始まりである。同年夏には先述の「湘南マリンエクスプレス」が運行され、翌年以降も引き続き運行された。
多摩線における定期列車の特急は、2000年12月2日から設定された、新宿発唐木田行きの「ホームウェイ」からとなる。2016年のダイヤ改正発表時に多摩線特急の廃止が告知され、ダイヤ改正施行前日の3月25日、ホームウェイ75号を以って廃止された。

### 御殿場線直通
御殿場線直通の優等列車は、1950年10月1日から運行が開始された2往復が初で、1959年7月には1日4往復に増発された。当初は気動車による片乗り入れであったが、御殿場線電化に伴い、1968年7月1日からSE車による直通運転が開始された。国鉄線内では準急・急行という扱いであったため、小田急線内では「特別準急」「連絡急行」という種別となっていた。
1991年3月16日からは沼津まで延長されると同時に特急に格上げされ、同時にJR東海との相互直通運転が開始されたが、2012年3月17日改正からはこれと同時に運行区間は新宿駅と御殿場駅の間に短縮され、毎日運行の列車は3往復となり、前述のようにふたたび片乗り入れとなった。
2018年3月17日のダイヤ改正で、列車名がそれまでの「あさぎり」から「ふじさん」に変更された。

### 初詣特急
初詣客を対象に毎年大晦日深夜から元旦未明にかけて運行される列車で、1968年12月31日から運行が行なわれるようになった。明治神宮の初詣客に対応し、普段は各駅停車しか停車しない参宮橋にも停車するのが特徴。2000年度は「2001初詣号」という愛称となり、2001年度からは「ニューイヤーエクスプレス」という愛称に変更された。

### 地下鉄直通
日本では初めての事例となる「座席指定制特急列車の地下鉄直通」で、MSE車が使用される。
停車駅は限られているが、千代田線内に待避設備がないため、地下鉄線内で普通電車の追い越しはない。
2008年3月15日より「メトロさがみ」「メトロはこね」「メトロホームウェイ」が運行開始されたほか、日によっては有楽町線新木場駅まで乗り入れる「ベイリゾート」も運行された。「ベイリゾート」については、同線各駅へホームドアが設置されたものの、この時点では大開口形やロープ式などのホームドアは開発段階であったことから2011年10月以降運行を休止、そのまま運転終了となった
2010年元旦からは「メトロニューイヤー」の運行も開始された。
2018年3月17日のダイヤ改正から、朝方の北千住行き「メトロさがみ」は「メトロモーニングウェイ」に変更され、また前述の「メトロえのしま号」も地下鉄に直通運転する。

## シートサービス
ロマンスカーの車内で「走る喫茶室」と称するシートサービスが開始されたのは、1949年の1910形運行開始の時からである。乗客サービスとして「お茶でも出せないか」という発想から検討されたもので、乗客全員に紅茶とケーキを提供するという案もあったが、特急券を購入した乗客に物品を提供するのは規則上禁止されていたため、飲料の販売を行うことに決定したものである。

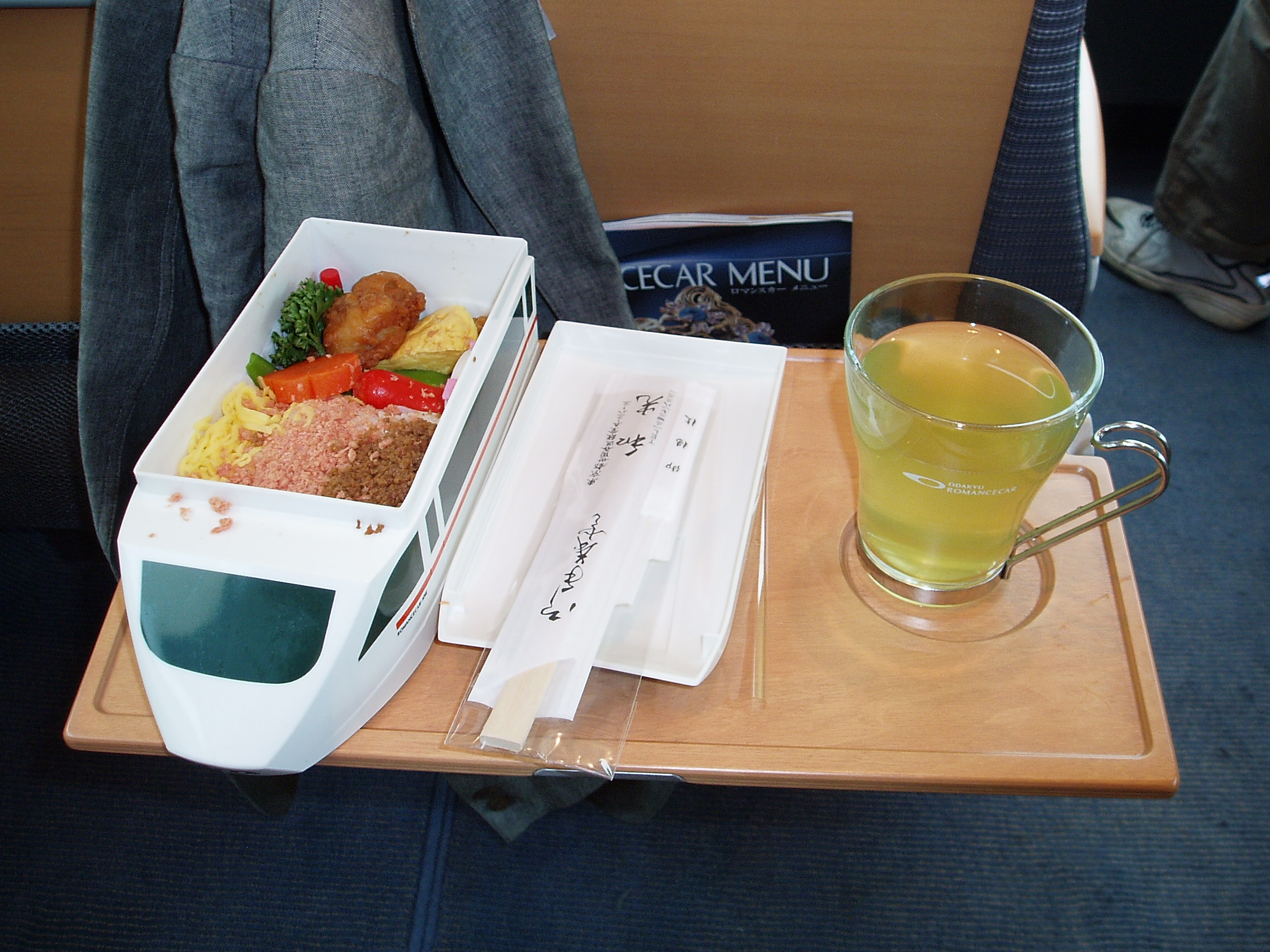
VSE車のシートサービスの例。飲料は専用のガラスカップで提供される

編成も乗車時間も短いため、食堂車などを連結するのではなく、車内にカウンターを設けた上でシートサービスを行うようにした。しかし、森永製菓や明治製菓に打診したところ採算面から断られ、三井農林（日東紅茶）も当初は断ったものの、「紅茶の普及宣伝」という方針で受諾したものである。その後の特急車両では車内に喫茶カウンターが設けられた。
その後、NSE車が7編成となった時点で、日東紅茶だけでは対応できなくなったことから、1963年から森永の宣伝を兼ねて森永エンゼルが参入することになった。1987年に運行開始したHiSE車ではオーダーエントリーシステムも導入された。しかし、1991年3月から運行を開始した「あさぎり」では、シートサービスではなくワゴンによる販売サービスを行なうことになった。さらに、1995年までにシートサービスは終了し、以後はワゴンサービスのみとなった。
2005年に登場したVSE車では、「走る喫茶室」と同様のシートサービスの営業が復活、飲料はVSE専用のガラスカップによって提供された。しかし、2016年3月26日のダイヤ改正においてこのサービスは廃止され、VSE車も含めてワゴンサービスに変更された。
2021年3月13日のダイヤ改正をもって、全てのロマンスカーでの車内販売サービスが終了した。

## 予約システム

### 運行開始当初から1979年まで
| 列車愛称別に地紋の色を変えた特急券（左上:「はこね」/右上:「あしがら」/左下:「さがみ」/右下:「あさぎり」） |  | 上り列車用特急券（下）には斜線が入る |  | 出札補充券で発行された特急券 |
| 列車愛称別に地紋の色を変えた特急券（左上:「はこね」/右上:「あしがら」/左下:「さがみ」/右下:「あさぎり」） |  | 上り列車用特急券（下）には斜線が入る |  | 出札補充券で発行された特急券 |

戦前の「週末温泉急行」は座席定員制を導入しており、「列車指定割引乗車券」という名称の往復乗車券を発売し、この乗車券の発売によって人員制限を行っていた。
戦後に1600形を使用したノンストップ特急でも初めて特急料金は設定された。初めて特別急行券（特急券）が発売されたのは1949年の1910形の投入時で、温泉マークの入った硬券特急券が発行された。それまでは座席定員制であったが、1700形導入後の1951年8月20日から座席指定制を採用し、特急券に号車番号と座席番号が記入されるようになった。
1966年には途中駅停車の「さがみ」が運行を開始、1967年4月には「えのしま」の新原町田停車、同年10月からは新原町田停車の「あしがら」が運行を開始したが、この時から愛称ごとに地紋の色を変え、発売時に一目で分かるように区別できるようにした。また、上り列車用の特急券には斜線を入れた。

### 座席予約システムの導入
| 1979年から使用されたSR端末によって発券された特急券 |  | 1987年のSRシステム更新後のSR端末発行の特急券 |
| 1979年から使用されたSR端末によって発券された特急券 |  | 1987年のSRシステム更新後のSR端末発行の特急券 |

特急の座席については、新宿駅構内に設けられた割当センターで台帳管理されていたが、1970年代後半になると管理する座席数は67万座席となり、発売窓口と割当センターとの電話連絡の中で重複発行などの誤取り扱いの発生、待ち時間などの問題が発生していた。
これを解決するため、座席予約システム（ "Seat Reservation" 、以下「SR」と略す）を導入することになり、1979年2月27日から使用を開始した。SR端末は特急停車駅や案内所、小田急トラベルサービスの主要営業所に設置された。また、新宿駅当日特急券発売所には、他の端末の7倍の発券速度を有する高速プリンターを設置した。予約受付は5ヶ月前から、発売は3週間前から行っていた。
1987年には禁煙席の導入に対応するため、SRシステムの更新が行われた。更新されたシステムでは、払い戻しや取り消しの際に端末機が発券コードを読み取って上で自動処理を行うことで、誤取り消しによる重複発売の防止が図られた。また、これと同時に、新宿駅には当日特急券券売機を導入したほか、予約受付を6ヶ月前から、発売を1ヶ月前からに変更した。
1991年からはプッシュホンによる空席照会と予約が可能となった。
| 磁気化された特急券 |  | MFITTシステムと接続された多機能券売機から発券された特急券 |
| 磁気化された特急券 |  | MFITTシステムと接続された多機能券売機から発券された特急券 |

1995年にSRシステムのリニューアルを行い、全駅にSR端末を設置したほか、特急券が磁気エンコード化され、乗車券とともに発券された場合でも自動改札機を通過できるようにした。1996年には大手旅行会社の端末とSRシステムのホストを直結し、迅速な発券を可能とした。
1999年7月からは車掌携帯用座席確認システムを導入し、乗車時の特急券確認作業を廃止した。このシステムはザウルス端末を利用して、携帯電話回線経由でホストコンピュータにアクセスすることにより、その発売状況を号車別・座席別・区間別に車掌が把握し、その情報を車内での改札業務に利用できるシステムである。これにより、発売情報とは異なる座席に着席している乗客に対してのみ車内改札を実施することが可能となった。
2001年からはホームページ上からの特急券予約が可能となった。2003年には座席予約や発売業務を管理するシステムとして、全駅の窓口・自動券売機・旅行会社のシステムに接続されるMFITTシステム（ "Multimedia Future Intelligent Total Traffic service system" の略）を導入した。2004年からは、多機能券売機の導入により、全駅の券売機で特急券の購入が可能となった。2012年時点では、予約・発売とも1ヶ月前から開始となっている。

### ロマンスカー@クラブ

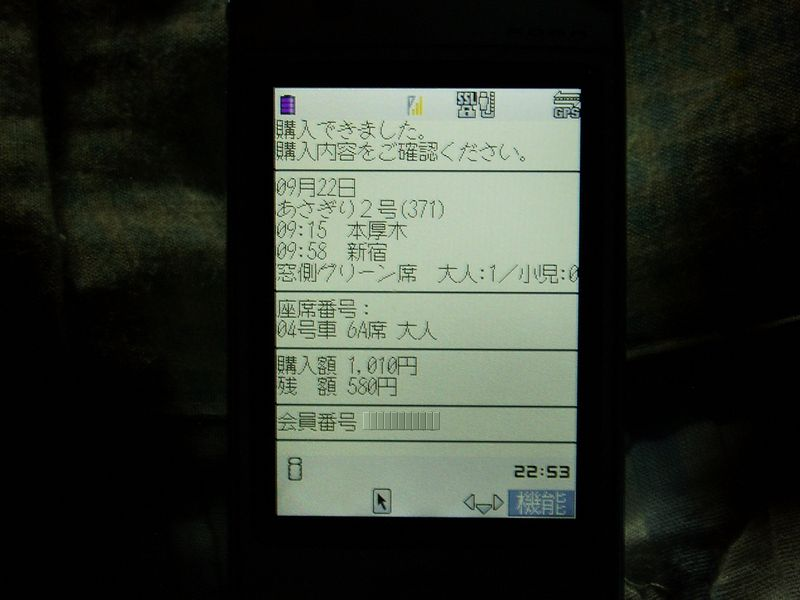
「ロマンスカー@クラブ」で予約・購入した座席の情報

2001年7月から、インターネットに対応した携帯電話で特急券を購入し、そのまま乗車可能となるチケットレス乗車システムとして「ロマンスカー@クラブ」のサービスを開始した。
このサービスは駅窓口に申し込みすることで会員登録され、当日から利用可能となる。携帯電話からの特急券購入に使用される「特急ポイント」の積み立ては、クレジットカードと現金が利用可能である。2009年には携帯電話やパソコンの高機能化に対応し、スマートフォンやパソコンからも特急券を購入することが出来るようにシステムがリニューアルされた。
どこからでも携帯電話を利用して座席を確保することが出来ることによって利便性が向上し、2010年時点では平日夕方の「ホームウェイ」の乗客の4割が「ロマンスカー@クラブ」を利用している。
2022年7月、乗客から「予約が埋まっていた展望席に誰も乗っていない」との指摘が複数寄せられて、調査の結果、虚偽の空予約を約9300回繰り返し、業務妨害したとして、埼玉県志木市の40代男性を偽計業務妨害容疑で書類送検された。これは、発車15分前迄に決済しなかった場合は無手数料で自動的にキャンセルになる仕組を悪用したものと思われる。予約システムの脆弱さ欠点が露わになった。
上記の虚偽予約被害を鑑みて、2023年6月より展望席については事前予約不可能になり購入のみとなった。

## 車両

### 車両の特徴
運転自体は1949年からおこなれているが一般的な知名度があるのは1958年登場の3000形SE車以降である。後述通りロマンスカーとしての在位は短命な車両も多いがその分、保存車や譲渡車も多い。

#### 連接構造
| 3000形SE車で初採用となった連接構造 |  | 空気ばね位置を高く設定した50000形VSE車の連接構造 |
| 3000形SE車で初採用となった連接構造 |  | 空気ばね位置を高く設定した50000形VSE車の連接構造 |

1台の台車によって2車体を連結する連接構造は、1957年に登場した3000形SE車において初めて採用された。曲線の多い小田急線の軌道条件において曲線通過を容易にできること、車体支持間隔の短縮により車体剛性を確保できること、オーバーハング部分がないため乗り心地を改善できる、台車配置の平均化により軌道への負担が軽減されることが理由として挙げられており、当時小田急の取締役兼考査局長であった山本利三郎の強い主張により採用されたものである。この当時、日本の高速電車における連接車の採用実績は、京阪60型電車・西鉄500形電車・名鉄2代目400形電車の3形式だけであり、一挙に8車体もの連接車を導入したのは当時としては大英断であったといわれている。
その後、連接構造は1963年に登場した3100形NSE車・1980年に登場した7000形LSE車・1987年に登場した10000形HiSE車においても採用されており、小田急の特急車両の大きな特徴となった。日本の高速電車全体での連接車の採用事例の中でも、小田急の特急車両における採用事例が突出して多い。
しかし、1991年に登場した20000形RSE車ではJR東海との協定により371系と基本仕様を統一したため通常の鉄道車両と同様のボギー車となったが、車内販売のカウンターが車端部のオーバーハング部分に設置されたため、それまで連接車にしか乗務した経験のなかった車内販売の担当者から「RSE車に乗ると乗り物酔いになる」という声も上がった。さらに、1996年に登場した30000形EXE車においても、定員増のためにはボギー車が有利であると判断され、連接構造は採用されなかった。2008年に登場した地下鉄直通用車両の60000形MSE車、2018年に登場した70000形GSE車も通常のボギー車である。
ただし、小田急側では「連接車をやめたわけではない」「連接車はわが社（小田急）だからできること」ともしており、2005年の50000形VSE車登場にあたっては乗り心地の向上のためには不可欠なものとして連接構造が採用された。また、VSE車では台車が車体間にあるという連接車の構造を利用して、空気ばねの位置を車体重心近くの高い位置にする構造となっている。しかし、上述の通り70000形GSE車では「連接車だとホームドアが合わなくなる」として連接構造をやめ、展望席設置車両としては初となるボギー車が採用された。
上述の経緯により、2018年の7000形LSE車の運用離脱以降、連接構造を採用するのは50000形VSE車2編成のみとなっているが、2023年12月のVSE車運用離脱をもって全ての車両がボギー車に統一された。

#### 展望席
| 展望席を設けた特急車両NSE車（左上）/LSE車（右上）HiSE車（左下）/VSE車（右下）   |  | GSE車の展望席 |
| 展望席を設けた特急車両 NSE車（左上）/LSE車（右上） HiSE車（左下）/VSE車（右下） |  | GSE車の展望席 |

運転室を2階に上げ、最前部まで客室とした前面展望構造とする構想自体は、1700形が製造された時期には既に存在しており、その後も特急車両の設計が行なわれる度に検討されたが実現には至らず、1963年に登場した3100形NSE車で初採用となった。この構造は、乗客に眺望を楽しんでもらうという意図の他に、輸送力増強策の一つでもあるとされていた。その後、展望席は「いつか乗ってみたい存在」というステータスとして定着し、7000形LSE車、10000形HiSE車にも同様の構造が引き継がれた。1991年に登場した20000形RSE車では、連接車と同様の理由によりこの構造は採用されなかったが、客席をハイデッキ構造にしたため客席からの展望は確保されていた。
しかし、1996年に登場した30000形EXE車では分割併合を行う事となり、貫通路を設置する先頭車での展望席設置は困難となった。また、分割して運行する区間が長いため、その際にも違和感のない前面形状とするという理由によって、非貫通タイプの運転台でも展望席は採用されなかった。ところが、この構造は前述したように箱根特急の利用者減少の一因となり、家族旅行で箱根特急を利用する際にEXE車を見た子供から「こんなのはロマンスカーじゃない」という苦情も寄せられたという。このため、2002年からは広告で使用される車両を前面展望席のあるHiSE車に変更したほか、2005年に登場した50000形VSE車では再び展望席が採用された。
2008年に登場した60000形MSE車は、地下鉄直通時の非常用通路として前面貫通路設置が必須であったことから、展望席設置は見送られた。その後、2018年に登場した70000形GSE車において復活を果たしている。

#### 補助警報音
補助警報音は、1957年に登場した3000形SE車において、遠くからでも高速で走る電車の接近が分かるようにするために考案されたものである。これは西部劇の映画の中で、機関車が鐘を鳴らしながら走行していることをヒントにしたものであるが、音色の決定に際しては、運輸省から「警報装置としての条件を満足させるべき」と、警視庁からは「騒音公害にならないように」という要望があった。この相反するようにみえる要望を満たすため小田急沿線在住の音楽家である黛敏郎にも相談、音響心理学研究所の指導を得て、最終的にはヴィブラフォンの音色で、2km付近まで達する音量となった。SE車ではエンドレステープが使用されたが、営業運行後にテープが伸びたり切れてしまうことが多かったため、3100形NSE車以降はトランジスタ発振器に変更され、20000形RSE車まで搭載された。
常時音楽を鳴らしながら走ることから、ロマンスカーは「オルゴール電車」と呼ばれるようになったほか、「小田急ピポーの電車」というCMソングも作られたなど、小田急ロマンスカーのシンボルの1つとなった。しかし、列車本数の増加などにより騒音とみなされるようになってしまい、10000形HiSE車が製造された1987年ごろにはほとんど鳴らす機会はなくなっていた。
しかし、50000形VSE車では、通常の警笛（電子笛）と回路を共用する補助警報としてこの音色を復活させ、60000形MSE車、70000形GSE車でも実装、小田急線と東京メトロ千代田線で使用されている（JR東海・御殿場線は、空気笛以外を「警笛」と認めていないJR東海の規定で通常の空気笛が使用される）。

#### シンボルマーク

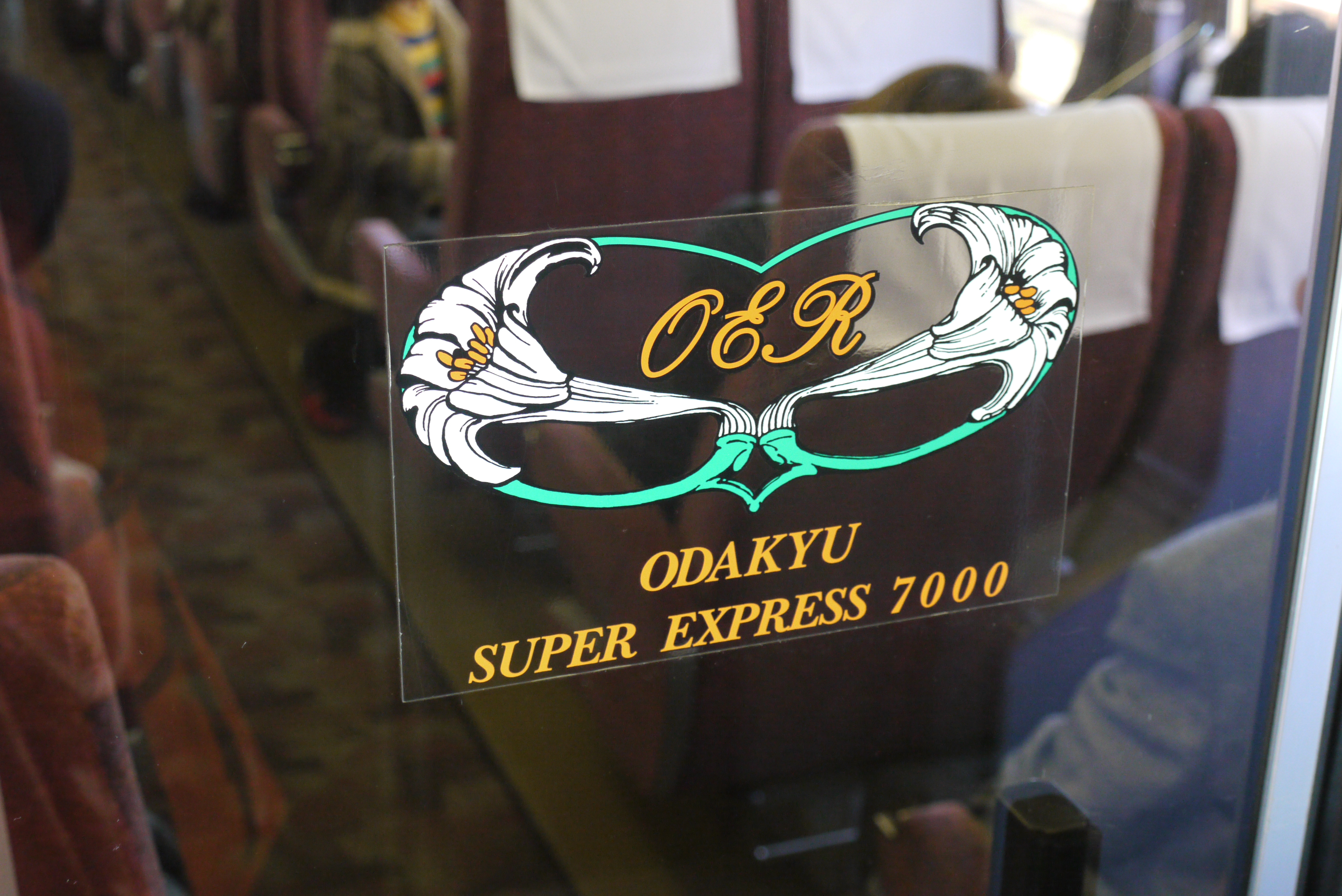
ヤマユリをあしらったシンボルマーク

ロマンスカーのシンボルマークは、1951年8月に登場した1700形の第2編成で、それまでは社紋が置かれていた側面の中央窓下にアルミ製のヤマユリの紋章を取り付けたものが始まりである。ヤマユリは神奈川県の県花であり、相模の山野を走るロマンスカーにはふさわしい花とみられていた。この紋章は1700形の全編成に設置されたが、1700形が一般車両に格下げとなった際に外された。
この紋章が復活したのは1980年登場の7000形LSE車からで、登場後まもなく車内の自動ドアにぶつかる乗客が目立ったことから、目線の高さに1700形の紋章に準じたシンボルマークをカッティングシートで貼付したものである。この自動ドアのステッカーは10000形HiSE車・20000形RSE車でも継承され、LSE車より前に登場した3100形NSE車の自動ドアにもこのマークが貼られるようになった。さらに1996年からは車体修理を受けたLSE車・HiSE車・RSE車の車体側面にも同様のマークが貼られるようになった。しかしこれらの車両は全て引退し、その後の車両には受け継がれなかったため、このヤマユリのマークを見ることはできない。
これとは別に、30000形EXE車・50000形VSE車・60000形MSE車、70000形GSE車では、車両愛称のロゴをデザインしている。

#### ブルーリボン賞
| SE車のブルーリボン賞受賞プレート |  | VSE車のブルーリボン賞受賞プレート |
| SE車のブルーリボン賞受賞プレート |  | VSE車のブルーリボン賞受賞プレート |

鉄道友の会が優秀な車両を表彰する制度としてブルーリボン賞の制度を創設したのは、3000形SE車が東海道本線上で当時の狭軌鉄道における世界最高速度記録を樹立したことがきっかけである。むしろSE車を表彰するために制度が創設されたという方が実情に近く、事実SE車は理事会の決定により無投票で第1回受賞車両に選出された。
その後も、30000形EXE車を除く8形式が受賞しており、2019年時点での受賞回数8回は大手私鉄では近畿日本鉄道とともに最多であった。

### 歴代運用車両

#### 特急専用車
1910形→2000形
1949年に登場した、分離発足後初の新車。6両が特急車両として登場した「初代小田急ロマンスカー」であるが、1952年を最後に特急運用からは外れた。
1700形
1951年に登場した、初の特急専用車である。1957年に特急運用から外れた。
2300形
後述するSE車が登場するまでの「つなぎ役」として1955年に登場、1959年に特急運用から外れた。
キハ5000形
1955年に登場、1968年の御殿場線電化により運用から外れる。
3000形（SE車）
1957年に登場した軽量高性能新特急車。1968年には編成短縮の上御殿場線直通にも使用されるようになり、1991年に運用から外れた。第1回ブルーリボン賞受賞車両。連接台車採用。
3100形（NSE車）
前面展望席を設けて1963年に登場、1999年まで運用された。第7回ブルーリボン賞受賞車両。連接台車採用。
7000形（LSE車）
1980年に登場。2018年まで運用された。第24回ブルーリボン賞受賞車両。連接台車採用。
10000形（HiSE車）
展望席以外を高床化して1987年に登場。2012年に運用から外れた。第31回ブルーリボン賞受賞車両。連接台車採用。
20000形（RSE車）
御殿場線直通用として1991年に登場。2012年に運用から外れた。第35回ブルーリボン賞受賞車両。
30000形（EXE車）
1996年に登場、初めて分割併合に対応した。2017年より「EXEα」に順次リニューアル。
50000形（VSE車）
前面展望席と連接構造を復活させて2005年に登場。第49回ブルーリボン賞受賞車両。2022年に定期運行から外れ、翌年12月10日に完全引退した。
60000形（MSE車）
日本初の地下鉄直通有料特急用として2008年に登場。第52回ブルーリボン賞受賞車両。
70000形（GSE車）
下北沢駅付近の複々線化完成に伴う増発用・LSE車の置き換え用として2018年に登場。前面展望席付き車両では初のボギー車。第62回ブルーリボン賞受賞車両。

#### 一般車両
1600形
1948年に6両が戦後初の特急として運用された。乗車には特急料金が必要だった。
2400形（HE車）
1965年前後の数年間、特急需要のピーク時や検査入場時などに特急車両が不足するため、一部の「えのしま」に運用された。特急料金不要ではあるが座席定員制で、「サービス特急」と呼ばれた
8000形
1987年1月、NSE車とLSE車が各1編成ずつ工場に入場していた時期に、踏切事故によりSE車が1編成使用不能になったため、本来はSE車が運用される「さがみ」の一部列車に運用された
1000形
2016年12月12日、本来運用予定の車両の故障が原因で、1051編成＋1251編成の10両が「えのしま74号」に充当された。

#### 他社からの乗り入れ
JR東海371系電車
1991年から小田急に乗り入れ開始。2012年に乗り入れ運用から外れた。

## 年表
各車両編成の就役日などは、各車両形式の歴史の項を参照。

### SE車導入まで（1957年以前）
- 1935年（昭和10年）
  - 6月1日：土曜・休日に限り新宿駅 - 小田原駅間無停車の「週末温泉列車」の運転開始。ムーランルージュ新宿座の看板女優・明日待子が吹き込んだレコードで、沿線案内を行う準備をした[8]。
- 1942年（昭和17年）
  - 1月：太平洋戦争の激化に伴い「週末温泉列車」の運行休止[16]。
- 1948年（昭和23年）
  - 8月13日・27日：特急の試運転を実施。13日は1805+1853の2両編成が、27日は1601+1607の2両編成が新宿駅 - 小田原駅間を95分20秒で走破[16]。
  - 10月16日：「戦災復興車」と称された1607+1651, 1601+1602, 1610+1315の3編成により新宿駅 - 小田原駅間無停車の特急を土曜・休日に限り運転開始[24]。同日より特別急行料金制度（新宿駅 - 小田原駅50円）を制定。当初同月9日からの運転開始だったが、同月7日に「リビー台風」が箱根地方を直撃したため延期された[26]。
- 1949年（昭和24年）
  - 8月13日：1910形就役[16]。
  - 10月1日：新宿駅 - 小田原駅間の特急が毎日運行となる[35]。
- 1950年（昭和25年）
  - 8月1日：箱根登山線箱根湯本駅まで乗り入れ開始[40][注釈 15]。
- 1951年（昭和26年）
  - 2月1日：ロマンスシート装備の専用車である1700形が就役[16]。
  - 7月：新宿駅 - 片瀬江ノ島駅間で納涼ビール列車「すず風号」「いそ風号」の運転開始[49]。
  - 8月20日：座席指定制度を導入[16]。
- 1953年（昭和28年）
  - 7月：小田急ロマンスカーのシンボルマークとして「白百合」のマークが1700形に取り付けられる[49]。
- 1954年（昭和29年）
  - 7月13日：江ノ島線に特急料金を制定[53]。
- 1955年（昭和30年）
  - 4月1日：2300形就役[59]。
  - 10月1日：日本国有鉄道御殿場線御殿場駅まで乗り入れ開始。これに充当するためキハ5000形気動車が就役[60]。同時に連絡準急行料金（新宿駅 - 御殿場駅間70円）制定。

### SE・NSE時代（1957年 - 1980年）
- 1957年（昭和32年）
  - 6月27日：3000形SE車展示会を実施[55]。
  - 7月6日：3000形SE車就役[55]。
  - 9月20日 - 28日：3000形SE車が国鉄へ貸し出されて高速走行実験を実施[61]。中でも27日には東海道本線函南駅 - 沼津駅間で当時の狭軌世界最高速度である145km/hを樹立している[68]。
- 1958年（昭和33年）
  - 1月29日：3000形SE車が1958年第1回鉄道友の会ブルーリボン賞を受賞[70]。
- 1963年（昭和38年）
  - 3月3日：3000形SE車による臨時スケート特急「白銀号」を運行。
  - 3月16日：小田急ロマンスカー史上初の展望席設置列車として3100形NSE車就役[92]。またこれに先立ち同月13日 - 15日には展示会を実施[92]。
  - 春：小田急百貨店の夏の商戦の一環として3100形NSE車車内にて水着ショーを実施[81]。
  - 11月：3000形・3100形とも小田原線内の営業最高速度を110km/hに引き上げるダイヤ改正を実施。新宿駅 - 小田原駅間は最速62分となる[81][注釈 6]。
- 1964年（昭和39年）
  - 1月17日・26日：皇太子明仁親王・同妃美智子が新宿駅 - 箱根湯本駅間を往復乗車。
  - 2月17日 - 21日・24日 - 28日・3月2日 - 6日：3100形NSE車が6両編成にて運行される（通常は11両編成）[92]。
  - 3月20日、新宿駅 - 片瀬江ノ島駅間で「えのしま」が休日に限り定期運行を開始（途中停車駅は藤沢）[85]。
  - 7月10日：3100形NSE車が1964年鉄道友の会ブルーリボン賞受賞[92]。
- 1965年（昭和40年）
  - 　3月1日：「えのしま」の毎日運転開始[85]。
- 1966年（昭和41年）
  - 4月1日：すべての特別急行列車の列車無線使用開始[92]。
  - 6月1日：新宿駅 - 箱根湯本駅間で「さがみ」運転開始（途中停車駅は向ヶ丘遊園・新松田・小田原）[85]。同時に新宿駅 - 小田原駅間無停車の特急に対して「はこね」と名付けられる[85]。
- 1967年（昭和42年）
  - 6月23日：特急列車に定期券による乗車を認める[92]。
  - 7月2日：3000形SE車の御殿場線乗り入れ用の5両編成化工事実施（ - 1968年3月29日）[244]。
  - 10月1日：新宿駅 - 箱根湯本駅間で「あしがら」運転開始（途中停車駅は新原町田〈現・町田〉・小田原）[87]。
- 1968年（昭和43年）
  - 6月3日：特急料金に小児制度が制定される[168]。
  - 6月30日：御殿場線の電化に伴いキハ5000形・5100形による連絡準急行廃止[232]。不要となった両形式は関東鉄道へ売却[149]。
  - 7月1日：3000形SE車による御殿場線直通の運転開始[87]。同時に列車種別が「連絡準急行」から「連絡急行」となり、連絡急行料金制度を制定し、連絡準急行料金廃止。
- 1969年（昭和44年）1月1日：新宿駅 - 新原町田駅で臨時特急「初詣号」が1往復運行される（途中停車駅は参宮橋と向ヶ丘遊園）[88]。以後、毎年初詣客向けの特急が運行されるようになる。
- 1972年（昭和47年）8月24日：沿線に居住していた英国人教師より「補助警報音は騒音公害源である」とする抗議を受け、相模大野駅以東での使用が禁止となる。
- 1979年（昭和54年）2月27日：特急券の座席予約・販売にオンラインシステムを導入[169]。

### LSE・HiSE時代（1980年 - 1991年）
- 1980年（昭和55年）

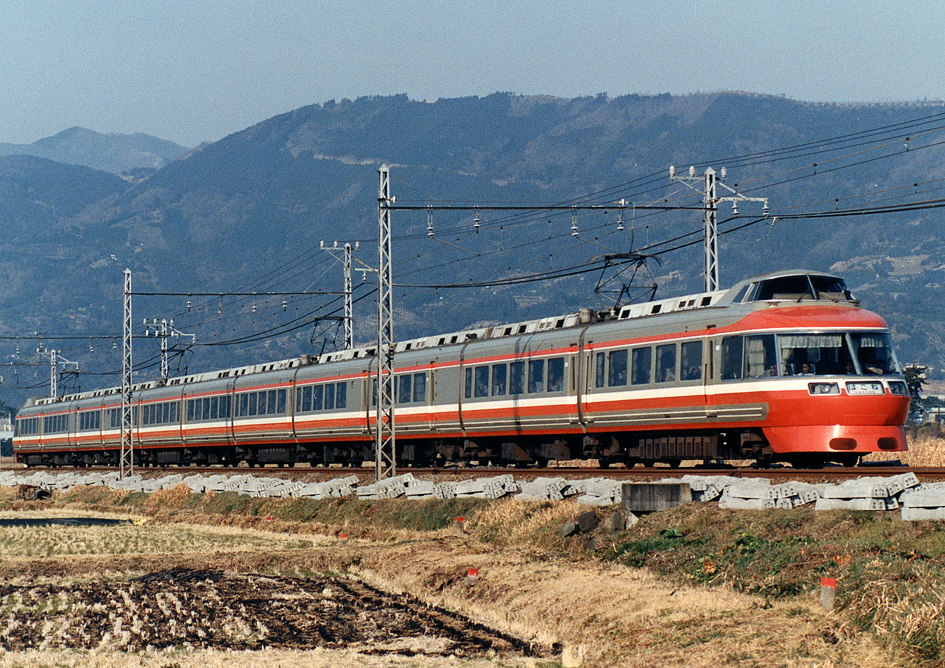
箱根に向かうLSE車

  - 12月25日：7000形LSE車完成記念列車が運行される。
  - 12月27日：7000形LSE車 (7001×11[注釈 16]) 就役[173]。
- 1981年（昭和56年）
  - 3月29日：「鉄道友の会 主催新型ロマンスカー試乗会」が7000形LSE車を使って海老名→小田原→新宿間で運行される。
  - 6月15日：FM東京主催・資生堂提供の団体列車「ORANGE EXPRESS」が7000形LSE車 (7001×11[注釈 16]) にて運行される。
  - 9月13日：7000形LSE車が1981年鉄道友の会ブルーリボン賞受賞[92]。
  - 9月18日 - 12月25日：TBSで『想い出づくり。』というロマンスカー・スチュワーデスを主人公としたテレビドラマが放映される[245]。
- 1982年（昭和57年）
  - 7月25日：向ヶ丘遊園でのイベントの関連企画として新宿駅 - 向ヶ丘遊園駅間で伊藤つかさが車掌となって乗車する団体列車「你好（ニーハオ）つかさ号」が3000形SE車にて運行される。
  - 12月8日 - 15日：日本国有鉄道の「新型特急車両開発計画」の一環として7000形LSE車（7002×11[注釈 17]）が小田急から国鉄に貸し出され、東海道本線大船駅 - 熱海駅間で試験走行を実施[99]。
- 1983年（昭和58年）
  - 3月30日：3000形SE車 (3001×5[注釈 18]) が大井川鉄道（現・大井川鐵道）へ譲渡（1989年5月廃車）[246]。
  - 5月：区間禁煙（新宿 - 町田間）を実施開始[247]。
  - 7月：新宿駅 - 片瀬江ノ島駅間で団体列車「め組EXPRESS」が3000形SE車にて運行される。
- 1984年（昭和59年）
  - 3月25日：臨時団体列車「小田急箱根クイズラリー号」が運転される。
  - 8月9日：3000形SE車車体修繕工事実施（ - 1985年3月27日）[248]。
  - 12月25日：3100形NSE車車体修繕工事実施（ - 1988年10月20日）[213]。
- 1986年（昭和61年）10月4日、7000形LSE車車内に車内電話が設置される[100]。

- 1987年（昭和62年）

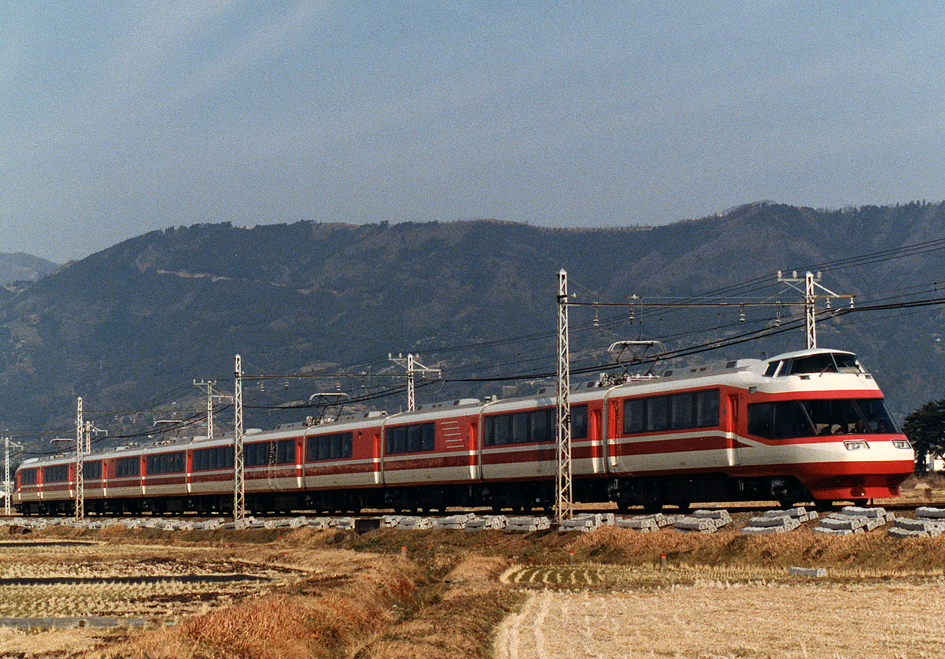
HiSE車

  - 2月頃：7000形LSE車が事故に遭遇した影響でロマンスカーの車両数が不足し、急遽、通勤形車両（8000形）が特急として運行される[241][注釈 14]。
  - 7月1日：ロマンスカー全列車の1 - 3号車に禁煙車が設置される（小田急ロマンスカー史上初の禁煙席の登場）[247][92]。
  - 12月23日：10000形HiSE車就役[92]。
- 1988年（昭和63年）
  - 1月1日：10000形HiSE車で運行された「初詣号」で「走る喫茶室」のサービスが行われる（「初詣号」での「走る喫茶室」のサービスはこの回限り）。
  - 9月11日：10000形HiSE車が1988年鉄道友の会ブルーリボン賞受賞[92]。同時に新宿→小田急多摩センター間にて受賞記念列車運行。
- 1990年（平成2年）
  - 4月 - 5月：多摩線開業15周年を記念し、臨時列車「江ノ島・鎌倉エクスプレス」が唐木田駅 - 新百合ヶ丘駅 - 片瀬江ノ島駅間で運行される[88]。
  - 7月 - 8月：同区間で臨時列車「湘南マリンエクスプレス」が運行される[88]。
- 1991年（平成3年）3月15日、この日限りで3000形SE車の定期運用から離脱[92]、新宿駅にて記念式典挙行。連絡急行料金廃止。

### RSE・EXE時代（1991年 - 2005年）
- 1991年（平成3年）

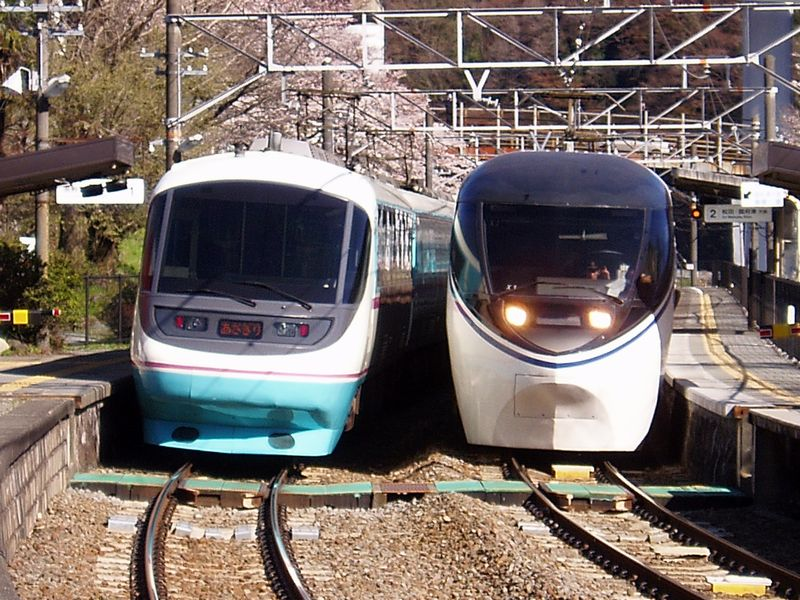
RSE車と371系「あさぎり」

  - 3月16日：20000形RSE車・JR東海371系電車就役[249]。「あさぎり」が連絡急行から特急に格上げ、運転区間を沼津駅まで延長[150]。特別席"スーパーシート・グリーン車"が設置される。同時に特別席（スーパーシート・グリーン車）料金制定。同日、ORS（小田急レストランシステム）とジェイダイナー東海（現・ジェイアール東海パッセンジャーズ）が車内販売のサービスを開始する。
  - 7月：臨時列車「ビア・エクスプレス納涼号」が運行される。
- 1992年（平成4年）
  - 3月8日：新宿駅→唐木田駅間で「さようなら3000形走行会」実施[233]。
  - 3月25日：上記の同区間で臨時列車「サンリオピューロランド号」が運行される。
  - 3月31日：3000形SE車全廃[92]。全廃時には「小田急メモリアル」というイベントが展開される。
  - 6月：臨時列車「あじさい号」が運行される。
  - 8月29日：20000形RSE車が1992年鉄道友の会ブルーリボン賞受賞[92]。同時に新宿→唐木田間にて受賞記念列車運行。
  - 10月3日：第9回全国緑化かながわフェアの開催を記念し、臨時列車「グリーンウェーブ相模原号」が7000形LSE車で運行される。
  - 10月25日：団体列車「カントリーインアサギリ号」が20000形RSE車にて新宿駅 - （御殿場線・東海道本線経由） - 身延線富士宮駅間で運行される[250]。
  - 11月10日：大野工場に3000形SE車の記念モニュメントを設置[92]。
- 1993年（平成5年）
  - 3月9日 ：3000形SE車 (3021×5[注釈 19]) を大野工場にて静態保存向けの工事を実施。うち2両を竣工当時の「SE」仕様に復元[92]。
  - 3月16日：静態保存用工事を実施した3000形SE車（3021×5[注釈 19]） を海老名車両基地に回送[92]。
  - 3月20日：3000形SE車（3021×5[注釈 19]）を海老名車両基地内の保管庫へ搬送、永久保存へ[92]。
  - 3月28日：日東紅茶（三井農林）が小田急ロマンスカーの「走る喫茶室」のサービスから撤退。同日鉄道友の会30周年記念行事として3100形NSE車が小田急多摩センター駅4番ホームに展示される。同時に京王多摩センター駅1番線にNSE車と同時期に製造された京王帝都電鉄（現・京王電鉄）初代5000系が展示され、両社の名車が並んで展示された[注釈 20]。
- 1995年（平成7年）3月4日：一部の「あしがら」が本厚木駅への停車開始。
- 1995年（平成7年）
  - 7000形LSE車にリニューアル工事が施される（ - 1997年）[251]。
  - 3月26日：森永が小田急ロマンスカーの「走る喫茶室」のサービスから撤退する。これにより、小田急ロマンスカーの伝統であった「走る喫茶室」のサービスが廃止となる[162]。

- 1996年（平成8年）

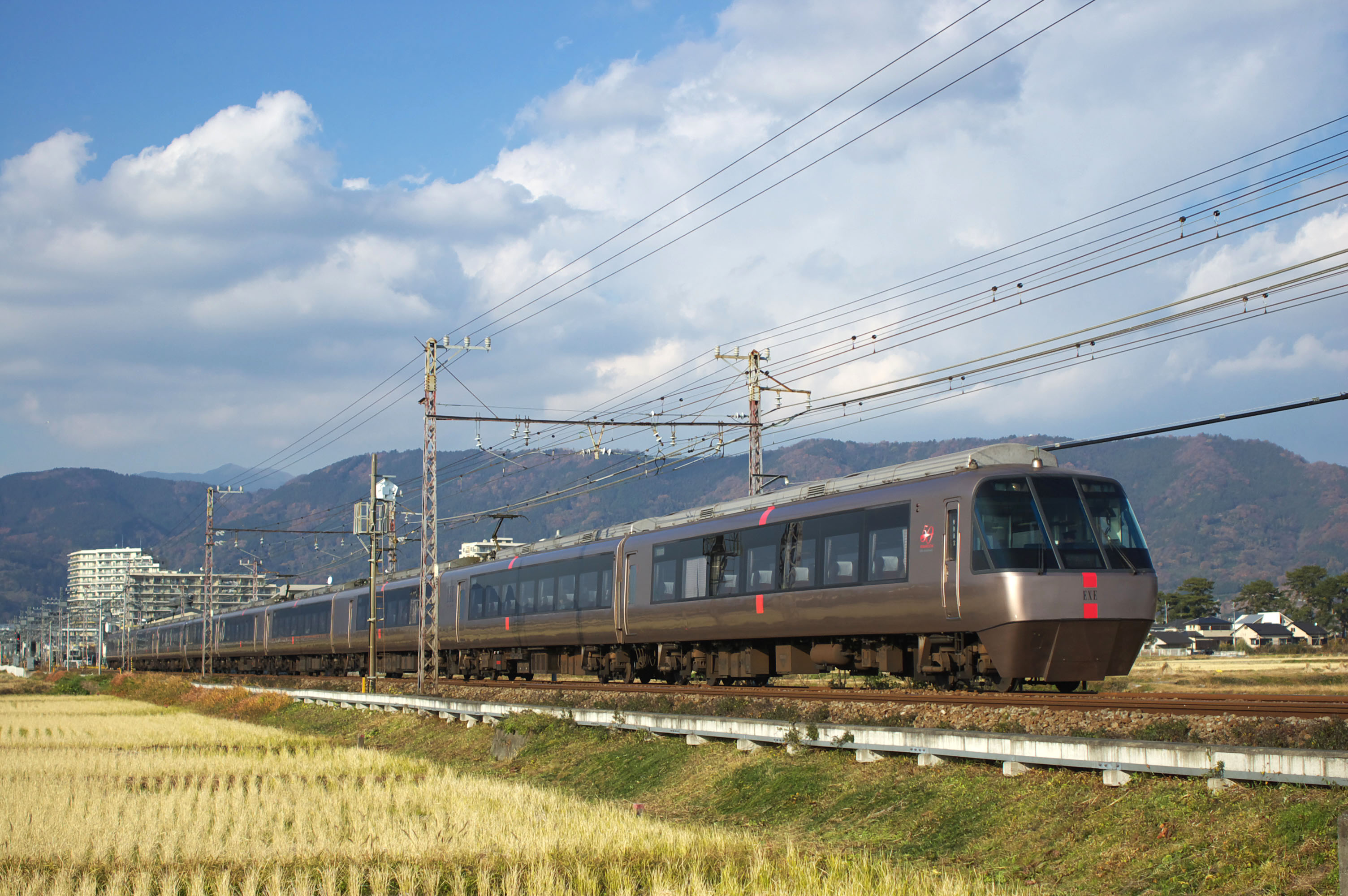
1996年から運用開始したEXE車

  - 3月23日：30000形EXE車就役[252]。「はこね」のほとんどの列車が町田駅に停車するようになったため、町田駅に停車しない「はこね」を「スーパーはこね」に改称[141]。30000形EXE車就役により一部の「はこね」「あしがら」と「えのしま」の併結運転が開始[141]。「えのしま」が大和駅への停車を開始[144]。
- 1997年（平成9年）
  - 6月23日：禁煙車の割合を約70％に増加させる[247]。
  - 9月1日：小田原線開業70周年を記念し、3100形NSE車 (3161×11[注釈 21]) を改造した「ゆめ70」が運転開始[253][254]。
- 1999年（平成11年）
  - 7月11日：相模大野駅 - 唐木田駅間にて「3100形NSEさよなら走行会」を実施。
  - 7月16日：3100形NSE車が定期列車から撤退するにあたり、新宿駅と箱根湯本駅にて記念式典挙行[255]。
  - 7月17日：「さがみ」「あしがら」の名称を廃止し、「サポート」「ホームウェイ」の列車愛称が登場[122]。同日より特急列車の乗車口による検札を廃止[176]。
- 2000年（平成12年）
  - 4月23日：「ゆめ70 さよなら運転」実施[234]。
  - 4月26日：3100形NSE (3161×11[注釈 21]) 「ゆめ70」廃車[256]。これにより3100形NSE車全廃[234]。
  - 12月2日：多摩線初の定期列車のロマンスカーとして、「ホームウェイ」登場[146]。

- 2001年（平成13年）

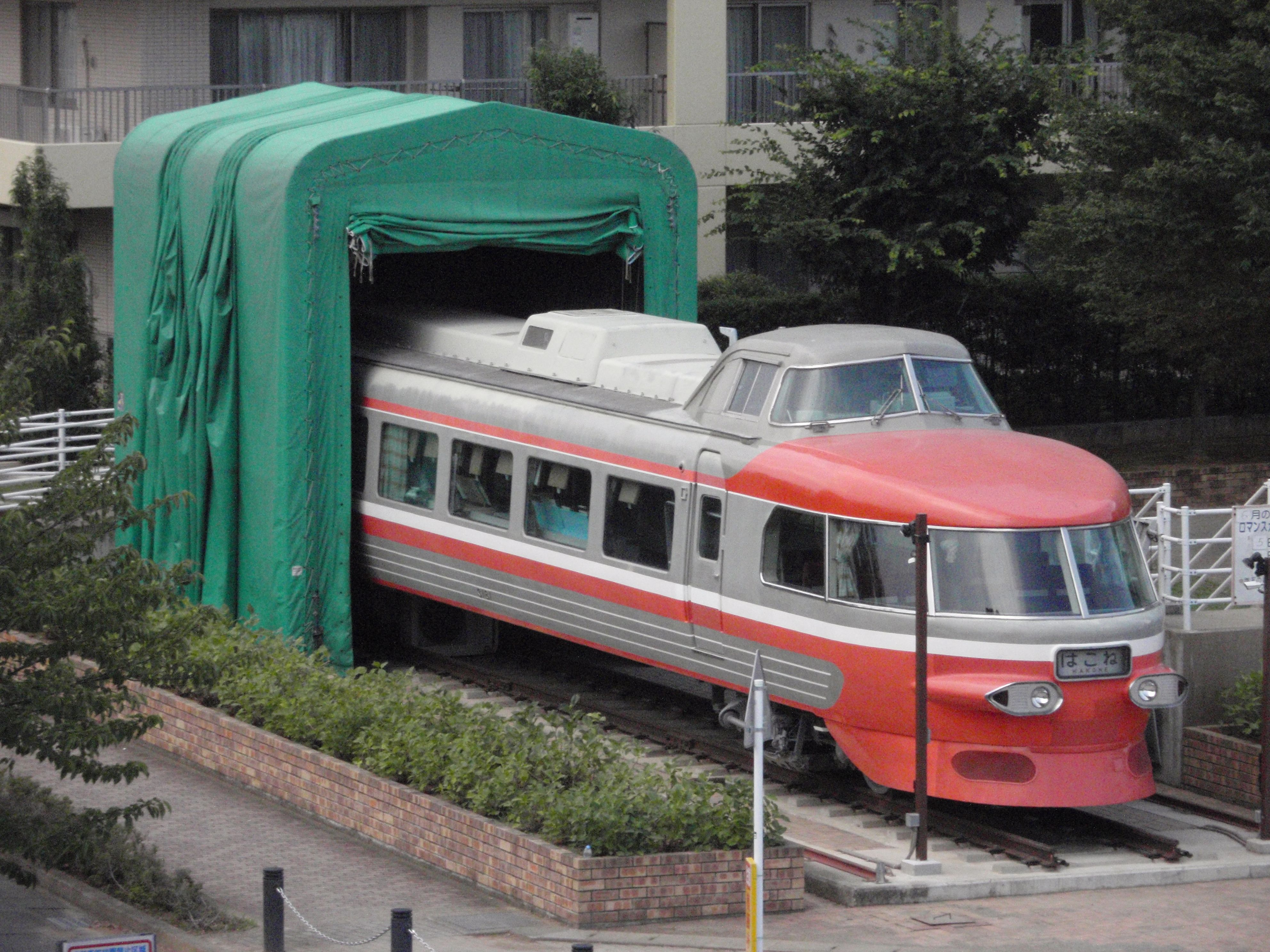
開成駅前にて静態保存されたNSE車

  - 3100形NSE車3181号車が開成駅前にて静態保存される[234]。
  - 4月24日：10000形HiSE車10041×11[注釈 22]が「イタリアンエクスプレス」として運行され、イタリアの国旗をイメージした「赤・白・緑」のストライプを施した記念塗装となる（ - 2002年3月）[257]。
  - 7月8日：「ロマンスカー@クラブ」の予約開始。
  - 7月15日：特急券のチケットレスサービスが開始される[181][178]。
  - 9月3日：3100形NSE車（3221×11[注釈 23]）が喜多見電車基地内にて静態保存される[234]。
  - 10月：「ロマンスカー@クラブPC」のサービス開始[183]。
  - 12月31日：従来「初詣号」として運行されていた初詣客向け臨時特急の列車名を「ニューイヤーエクスプレス」に改称[152]。
- 2002年（平成14年）
  - 2月1日：30000形EXE車の1号車にて「@TRAIN」と題して小田急ロマンスカー車内でIPv6を用いた無線LANインターネット接続実験が行われる（ - 3月31日）[258]。
  - 3月23日：特急料金の値下げ（10円 - 60円）が実施される。36キロ以上の特定料金は廃止。
  - 小田急ロマンスカーの新テレビCM「きょう、ロマンスカーで。」が始まる[125]。
- 2003年（平成15年）4月6日：座席番号の表記方法を変更[259]。従来の連番式（例：101,102･･･）から数字とアルファベットを組み合わせたJR式（例：1A,1B･･･）になる。
- 2004年（平成16年）12月11日：「サポート」を廃止し、「さがみ」の列車愛称が復活[134]。「えのしま」の運転本数を大幅削減。

### VSE・MSE時代（2005年 - 2017年）
- 2005年（平成17年）

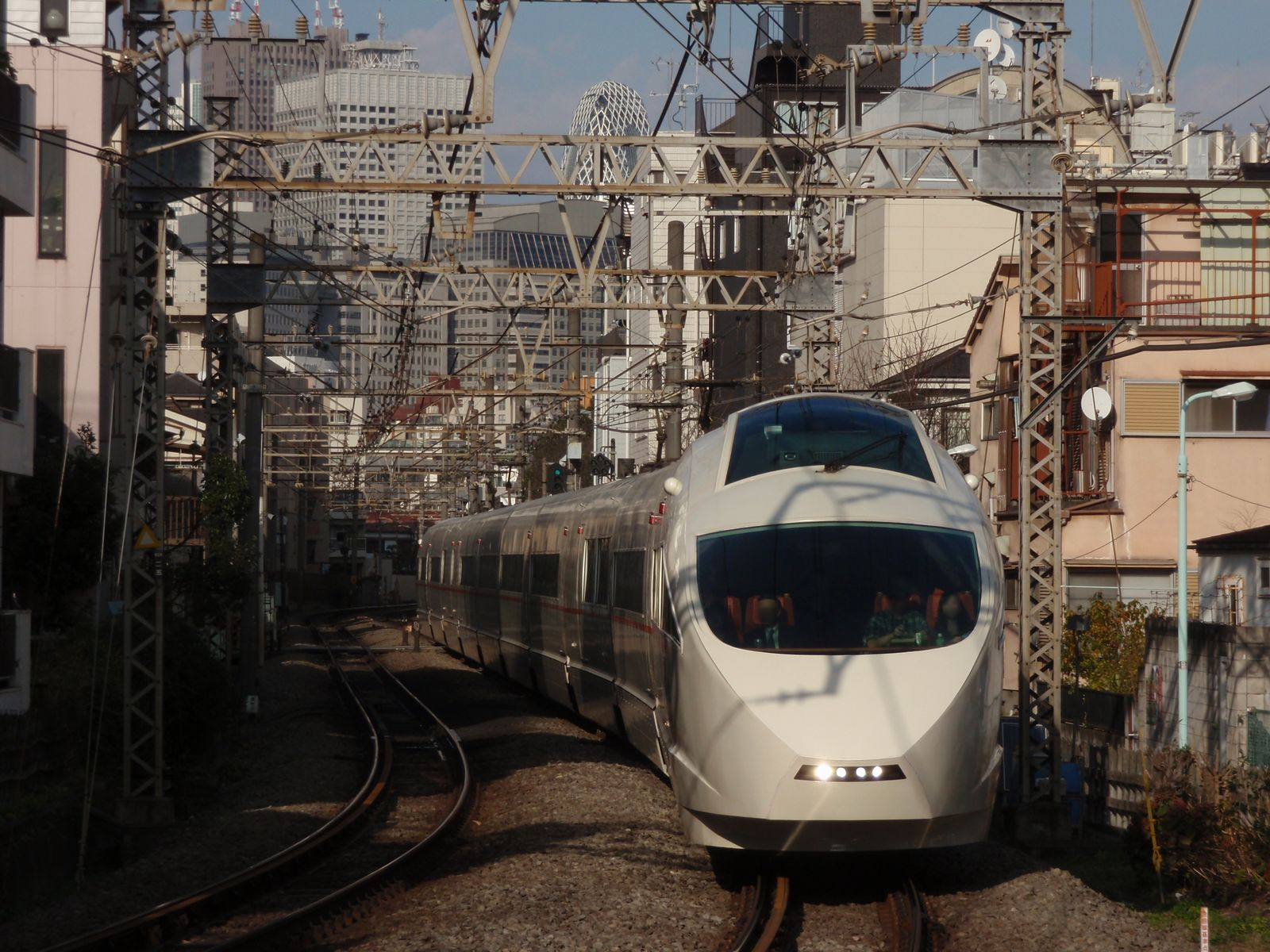
新宿超高層ビル群を背景に箱根に向かうVSE車

  - 2月19日：50000形VSE車が海老名電車基地内にて車両見学会を実施。
  - 3月5日：50000形VSE車の試乗会を新宿→小田急多摩センター間と唐木田→新宿間で実施。
  - 3月19日：50000形VSE車就役[260]。同日、車内で配布する無料観光情報誌『るるぶFREE ロマンスカー 箱根 小田原』創刊[261]。
  - 4月1日：特急券を購入した際に小田急ポイントカードにポイントが加算されるサービスが開始される[262]。
  - 5月17日：小田急ロマンスカーの東京地下鉄への乗り入れと新型車両60000形MSE車の導入を発表[135]。
  - 7月1日：小田急ポイントカードに貯まったポイントで特急券を購入できるサービスが開始される[263]。
  - 8月12日：10000形HiSE車の2編成（10021×11[注釈 24]・10061×11[注釈 25]）が長野電鉄に譲渡される。
  - 10月1日：従来禁止されていた小田原駅 - 箱根湯本駅間の乗車に際して列車に空席があった場合に限り座席指定を行わない「座席券」が発売され乗車可能となる[264]。なお、「座席券」は当日ロマンスカーの発車直前にホームにて発売[264]。
  - 10月6日 - 10月11日：「ロマンスカー@クラブ」にて他の利用者の個人情報が閲覧できるという事態が起こる[265]。
- 2006年（平成18年）
  - 1月12日：50000形VSE車が2005年度グッドデザイン賞受賞[266]。
  - 1月14日：50000形VSE車のグッドデザイン賞受賞を記念し、受賞記念の「G」マークが車体に貼られる。
  - 2月16日：「はこね43号」として運行していた7000形LSE車7001×11[注釈 16]が、小田急相模原駅を通過していた18時16分、ホームから男性が飛び込み自殺した。その際に展望席のフロントガラスが大破し、展望席の乗客9名が怪我を負う[267]。
  - 2月17日：前日の事故を受け、全列車の前展望席の使用を中止とする[267]。
  - 2月24日：展望席のフロントガラスに「飛散防止フィルム」を貼るという安全対策を施したことから、前展望席の使用を再開[267]。
  - 3月19日：50000形VSE車就役1周年を記念して、新宿・町田・小田原・箱根湯本の各駅に到着・発車時に補助警笛（ミュージックフォーン）を鳴らすサービスを開始。同日、50000形VSE車の就役1周年を記念して「1st ANNIVERSARY」という記念のロゴが車体に貼付される。
  - 3月31日：「ロマンスカーカフェ」が新宿駅の西口地上改札内[268]に開設され、営業を開始する。
  - 4月8日：はこね14号として運行していた50000形VSE車が、町田駅発車後、展望席にて雨漏り発生。後日、雨漏り対策工事実施。
  - 5月15日：特急券を所持せずに特急に乗車した者に限り通常の特急料金に300円を加算して販売する制度[注釈 26]ができる。なお、この制度で購入した特急券には座席の指定がなされない。
  - 9月10日：50000形VSE車が2006年鉄道友の会ブルーリボン賞受賞。定期列車である「スーパーはこね13号」の一部を鉄道友の会が貸切にして受賞記念列車を運行。また、これを記念して「Blue Ribbon ROMANCECAR VSE 2006」という記念のロゴが車体に貼付される。
- 2007年（平成19年）
  - 3月18日：全席終日禁煙化[269]。同日、「湘南国際マラソン号（臨時31号）」が新宿駅→片瀬江ノ島駅間にて運行。
  - 7月6日：小田急ロマンスカー3000形SE車就役50周年を記念し、7000形LSE車7004×11[注釈 27]が旧塗装となる[270]。同時に「旧塗装特別記念号」が新宿→小田原間において運行される[271]とともに在籍中のロマンスカー全編成に50周年の記念ロゴが貼付される。同日、小田急ロマンスカーCMソング「ロマンスをもう一度」のCDを発売。
  - 8月18日・25日：団体列車「ウルトラマンロマンスカー M78星雲号」、成城学園前駅 - 小田原駅間にて運行[272]。
  - 10月19日：60000形MSE車の関係者向けの公開が行われる。同日、小田急ロマンスカーの東京地下鉄への乗り入れの概要を発表。
  - 10月20日・21日：両日に海老名電車基地で開催された「ファミリー鉄道展2007」において、3000形SE車・3100形NSE車・7000形LSE車による旧塗装車の展示と60000形MSE車の一般向けの初公開が行われる[273]。

- 2008年（平成20年）

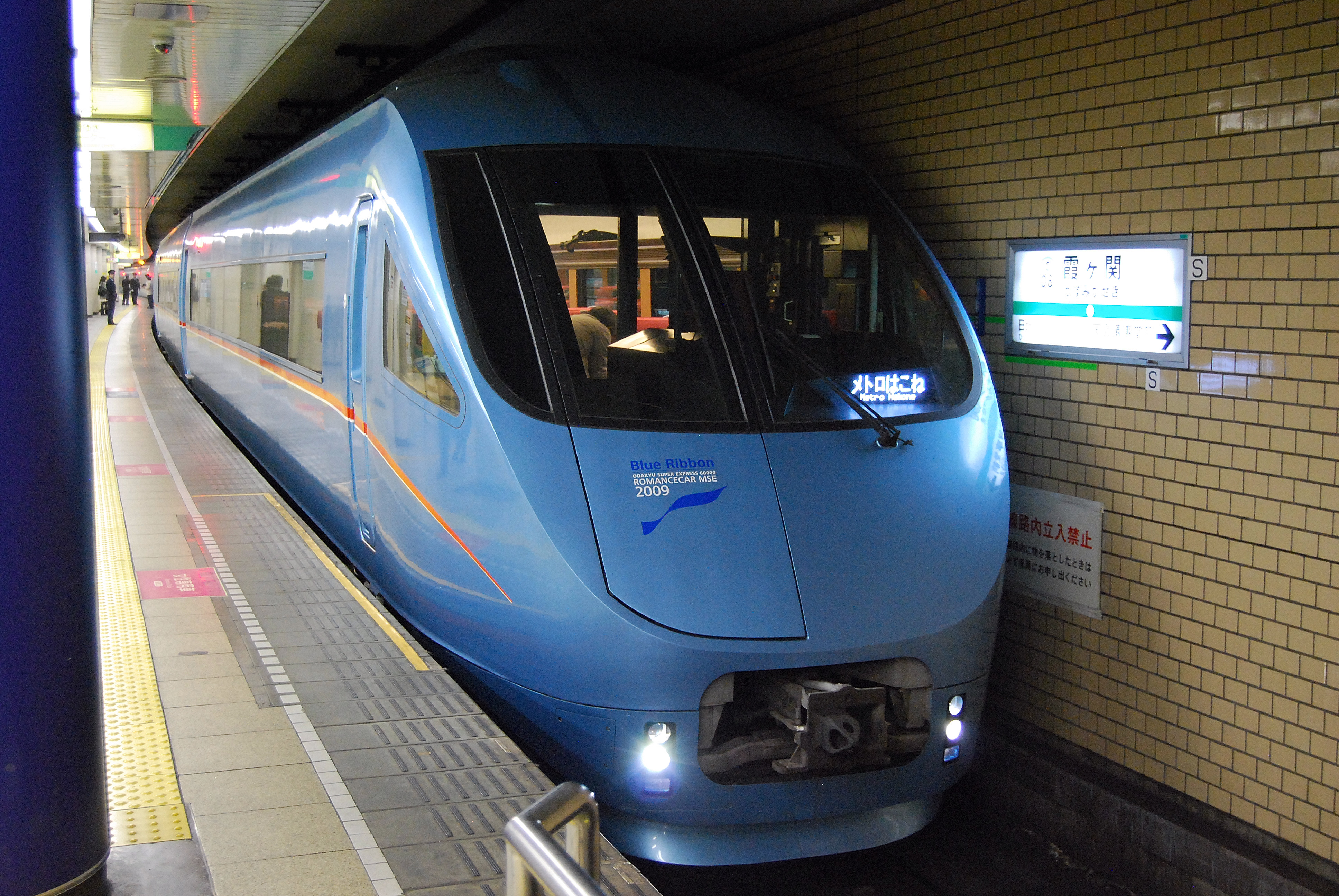
地下鉄に乗り入れたMSE車

  - 2月9日：団体列車「ハローキティ号」、秦野駅 - 新百合ヶ丘駅 - 小田急多摩センター駅間にて運行。
  - 3月15日：60000形MSE車就役。東京メトロ千代田線直通ロマンスカーの運転開始[137]。
  - 5月3日：60000形MSE車による不定期での東京メトロ千代田線経由有楽町線直通列車「ベイリゾート」の運転開始[153]。
  - 7月15日：60000形MSE車車内専用配布無料観光情報誌『るるぶFREE MELLODA』創刊。
  - 7月22日 - 8月22日：同期間の平日に限り、「湘南マリン号（臨時51号（片瀬江ノ島行き）・臨時52号（唐木田行き））」を唐木田駅 - 片瀬江ノ島駅間で運行。
  - 9月30日：60000形MSE車が第10回ブルネル賞車両部門奨励賞を受賞。
  - 10月8日：60000形MSE車がグッドデザイン賞を受賞。同日より「Gマーク」が車体に掲出される。
- 2009年（平成21年）
  - 2月14日・15日・21日・22日：「メトロおさんぽ号（臨時メトロ80号）」を町田駅 - 北千住駅間にて運行[274]。
  - 3月22日：団体列車「エコロマンスカー号」を新宿駅 - 小田原駅間にて運行[274]。環境大臣（当時）・斉藤鉄夫、気象予報士・森田正光らが乗車し、車内で「親子で学ぼう！春の温暖化防止スクール」を実施。
  - 7月21日 - 8月21日：同期間の平日に限り、「湘南マリン号」を成城学園前駅 - 片瀬江ノ島駅間で運行[152]。また、8月3日から8月7日までは「クールビズトレイン」として車内設定温度を1 - 2度上げて運行。
  - 9月13日：60000形MSE車の2009年鉄道友の会ブルーリボン賞受賞式典挙行。定期列車である「はこね15号」の一部を鉄道友の会が貸切にして受賞記念列車を運行[275]。また、これを記念して「Blue Ribbon ROMANCECAR MSE 2009」という記念のロゴが車体に貼付される。
  - 11月15日：「メトロもみじ号（臨時81号（小田原行き）・臨時82号（北千住行き））」を北千住駅 - 小田原駅間にて運行[274]。
- 2010年（平成22年）
  - 1月6日：7000形LSE車7002×11[注釈 17]が廃車となる[276]。
  - 1月：7000形LSE車（3編成）と10000形HiSE車（2編成）計5編成の車両の連結部分の金属に複数の傷が見つかり、当面の間LSE車とHiSE車の運転を休止する（長野電鉄に譲渡された元10000形HiSE車の1000形「ゆけむり」2編成も運転を休止）[276]。

| 節電によるロマンスカー運転休止の告知（左）と、発券中止となった特急券券売機（右） |  | 節電によるロマンスカー運転休止の告知（左）と、発券中止となった特急券券売機（右） |
| 節電によるロマンスカー運転休止の告知（左）と、発券中止となった特急券券売機（右） |  |                                                                                  |

- 2011年（平成23年）
  - 3月11日：東北地方太平洋沖地震が発生し、ロマンスカー全列車の運転を休止する。
  - 3月14日、福島第一原子力発電所などの停止に伴う電力供給の逼迫のため、東京電力が輪番停電（計画停電）を実施。これに伴い、この日からロマンスカー全列車の運転を休止し、特急券の販売を停止する[277]。
  - 4月16日：この日から臨時ダイヤにより運転再開。一部運行再開となった「あさぎり号」以外は臨時特急（臨時○○号）として運行し、東京メトロ千代田線直通ロマンスカーは引き続き運行休止。ロマンスカー全車両には「がんばろう日本」のステッカーを貼付。また、4月16日に運転するロマンスカーの全列車（あさぎり号を除く）の特急料金相当額を義援金として日本赤十字社に寄付[278]。
  - 4月29日：通常の列車名で運転再開。
  - 10月：東京メトロ有楽町線ホームドア設置工事のため[154]、「ベイリゾート」の運転を休止する。
- 2012年（平成24年）
  - 2月19日：7000形LSE車7001×11[注釈 16]の営業運転終了[279]。
  - 3月16日：10000形HiSE車、20000形RSE車の運行を終了[238]。JR東海371系が「あさぎり」から撤退[238]。スーパーシート・グリーン席・セミコンパートメント席の営業を終了。
  - 3月17日：「あさぎり」に60000形MSE車が就役。運行区間を新宿駅 - 御殿場間に短縮[139]。「メトロはこね」を平日に運行開始。「ベイリゾート」の運転を終了[155]。
- 2016年（平成28年）
  - 3月26日：新たに海老名駅、伊勢原駅に停車開始。唐木田行き列車を廃止し、多摩線への乗り入れが無くなる。平日の「メトロホームウェイ」を増発。平日藤沢行き「ホームウェイ」1本に50000形VSEを充当（VSE初の定期「ホームウェイ」、定期の江ノ島線運用）。
  - 12月12日、本来運用予定の車両の故障が原因で、1000形1051編成＋1251編成の10両が「えのしま74号」に充当された[280]。

- 2017年（平成29年）

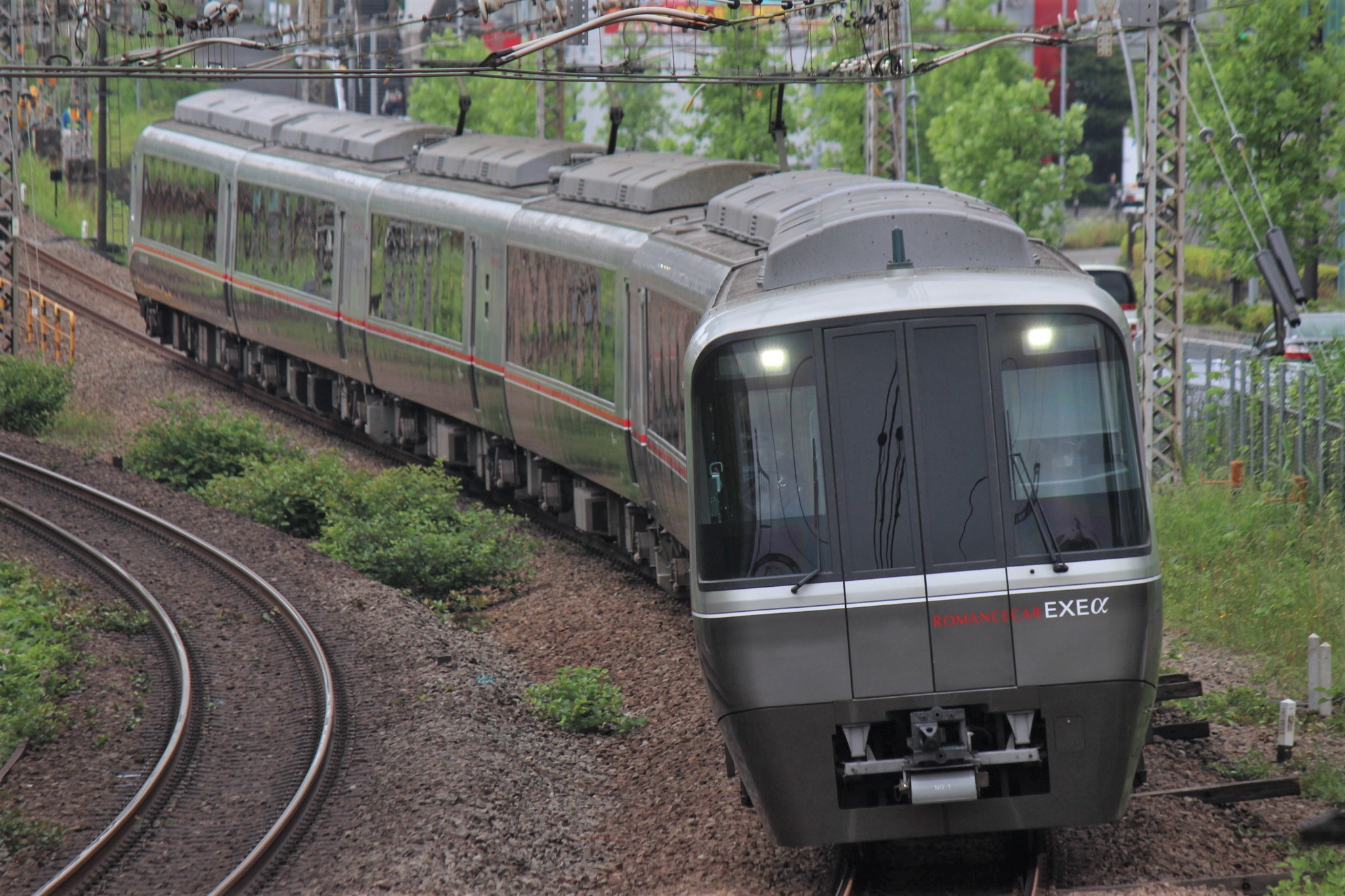
EXEα

  - 3月1日、30000形EXE車のリニューアル編成、「EXEα」運行開始。以降、リニューアルが順次行われる。

### VSE・MSE・GSE時代（2018年以降）
- 2017年（平成29年）
  - 12月5日：70000形GSE車が報道陣向けに公開される[281]。

- 2018年（平成30年）
  - 2月19日：70000形GSE車の運行開始周知のため、新宿駅西口構内に車体を模した飲食店「GSE Cafe」を期間限定（4月1日まで）開業[282]。
  - 3月17日：70000形GSE車の営業運転を開始[283]。
また同日のダイヤ改正で「メトロえのしま」を新設、「あさぎり」を「ふじさん」に、「メトロさがみ」を「メトロモーニングウェイ」に、朝方の新宿方面への「さがみ」と「えのしま」を「モーニングウェイ」にそれぞれ改称[284]。代々木上原駅 - 登戸駅間の複々線化完成により、土曜・休日の一部の下り「スーパーはこね」が、新宿駅 - 小田原駅間を59分、新宿駅 - 箱根湯本駅を73分で結ぶようになる。向ヶ丘遊園駅、新松田駅への停車を廃止。
  - 4月27日：海老名駅隣接地にて、歴代のロマンスカー運用車両の展示を主とする博物館「ロマンスカーミュージアム」を2021年春に開業することが発表される[285]。
  - 7月10日：この日をもって7000形LSE車の定期運行を終了[286]、以降は臨時団体列車での運用のみとなる。
  - 10月13日：この日運行の「さよならツアー」をもって7000形LSE車が完全引退[236]。
- 2021年（令和3年）
  - 3月12日：この日をもって72年間続いたロマンスカーでの車内販売が終了となる[287]。
  - 4月19日：「ロマンスカーミュージアム」が開館[288]。
- 2022年（令和4年）
  - 3月11日 この日をもって50000形VSE車の定期運行を終了[289]、以降は2023年頃まで臨時団体列車での運用のみとなる。
  - 7月：予約システムを悪用して空予約を繰り返していた、志木市の40代男性を偽計業務妨害容疑で書類送検した[184]。
  - 11月15日 ホームドア設置計画の進捗に伴い、この日より、EXE車・EXEα車・MSE車を対象に、4・7号車をドアカットする[290]。但し御殿場線内と千代田線内は対象外で、従来通りの乗降になる。
- 2023年（令和5年）2月25日：新宿駅西口改札内「ロマンスカーカフェ」がこの日を最終営業に、再開発に伴い閉店[291]。
  - 6月：予約システム変更に伴い、展望席については事前予約不可能になり購入のみになる[188][292]。
  - 12月10日：50000形VSEがラストラン。この日をもって、この車両は完全引退した。
- 2024年（令和6年）9月9日：新型ロマンスカーを2028年度に導入し、2029年3月に運行を開始すると発表。なお、2024年9月2日には、設計に着手した[293]。

## イメージソング
- ロマンスをもう一度 - 2002年から2022年まで使用されていた小田急ロマンスカーのCMソング。VSE・GSEでは車内チャイムとして使われている。
- 小田急ピポーの電車 - 昭和30年代ごろのCMソング。「ピポー」とは補助警笛音のことであり、イントロに補助警笛音がアレンジされたものが使われている。